# 宮崎交通
宮崎交通株式会社（みやざきこうつう、英語:Miyazaki Kotsu Co.,Ltd.）は、宮崎県を中心にバス事業を行う日本の企業。宮崎県内に広くバス路線網を有し、県内には同等規模の同業他社は存在しないため、ほぼ独占企業である。

## 概要
宮崎県のほぼ全域を主たる営業エリアとし、宮崎市・日南市・西都市・延岡市・都城市・小林市・児湯郡高鍋町を中心として広範囲に一般路線バス網を持つ。同エリア発着の中長距離高速バス7路線、エリア内の定期観光バス1路線を運行している。
2013年時点で、乗合バスは320系統、走行キロ1326万6000kmにおよび、386台の車両を保有し、年間939万4000人を運ぶ、同県の最大手公共交通機関となっている。また、貸切バス事業も行っている。

## 沿革
「宮崎県観光の父」である岩切章太郎により、1926年4月22日に前身である宮崎市街自動車が設立、戦時統合政策により、1942年宮崎鉄道・宮崎バス・都城自動車が合併して宮崎交通となり、翌々年には延岡バスから事業譲渡を受け、現在の独占体制が形成された。
1960年代前後の新婚旅行ブームの中核企業として発展したが、21世紀に入ってからは収支が悪化し、2005年1月18日に産業再生機構の支援を受けることが決まった。雲海酒造、宮崎空港ビル、宮崎ガス、宮崎銀行、宮崎太陽銀行、全日本空輸（ANA）、九州電力、西日本鉄道（西鉄）、ニッポンレンタカーサービスなどの支援も受け、グループ8社の統括持株会社である「宮交ホールディングス」を設立しその傘下に入った。この支援期間中に路線の見直し（減便・廃止など）を行った。2006年10月27日に弁済が完了した。

### 年表
- 1926年（大正15年）

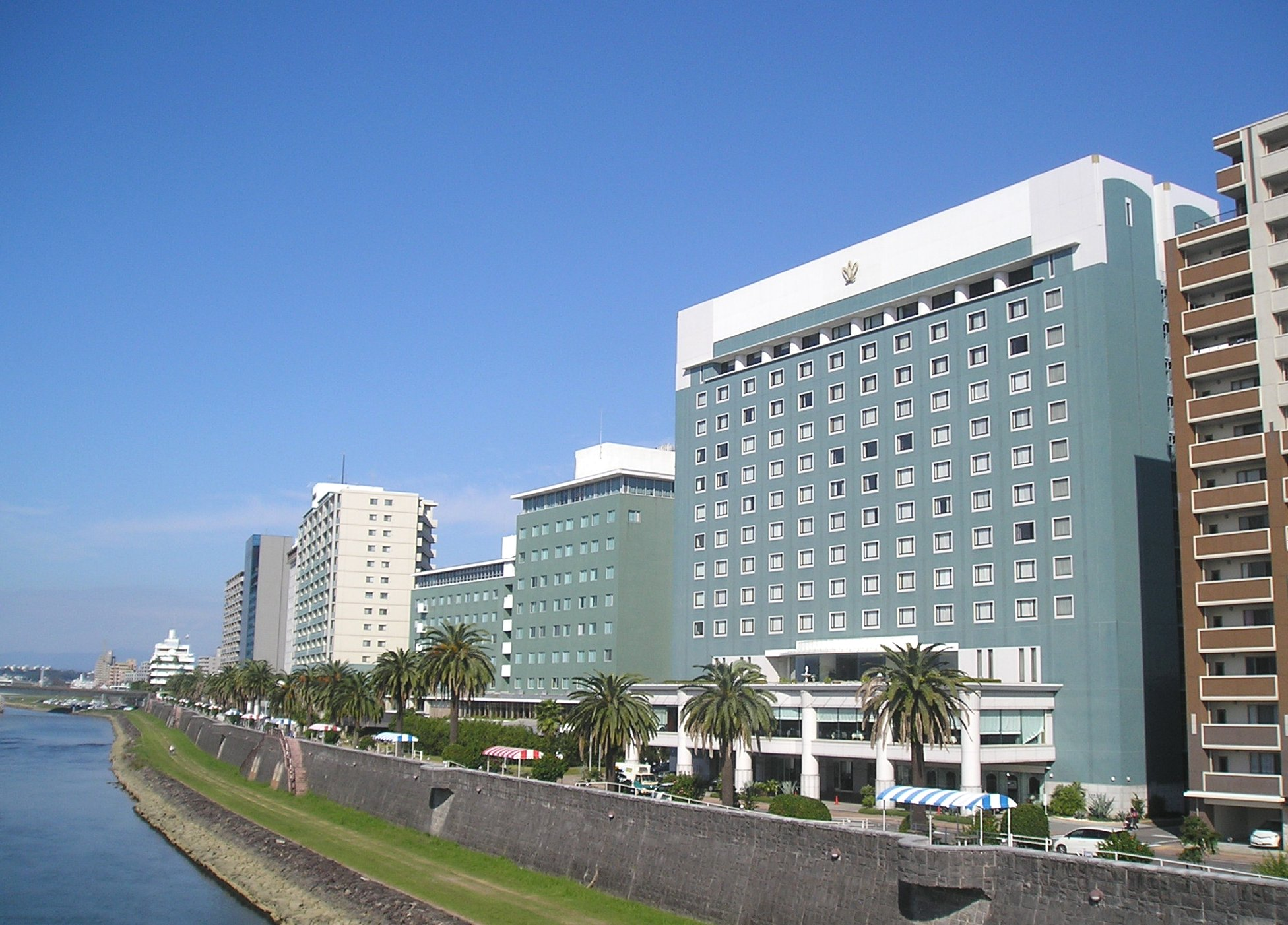
宮崎観光ホテル。2021年9月以降の本社所在地でもある。

  - 4月22日 - 宮崎市街自動車株式会社を設立。
  - 5月10日 - 大淀駅 - 神宮間でバス事業を開始（同日を創立記念日としている）。
- 1929年（昭和4年）12月21日 - 宮崎バス株式会社に改称。
- 1931年（昭和6年）11月1日  - 遊覧バスを運行開始。
- 1939年（昭和14年）3月21日 - 「子供の国」（現在の「青島リゾートこどものくに」）を開園。
- 1942年（昭和17年）11月26日 - 都城自動車・宮崎鉄道と合併し、宮崎交通株式会社となる。
- 1944年（昭和19年）10月30日 - 延岡バスから事業の譲渡を受けたことにより、ほぼ1県1社独占体制となる[6]。
- 1962年（昭和37年）7月1日 - 鉄道部路線（宮崎交通線）を廃止。
- 1973年（昭和48年）11月23日 - 宮交シティを開業。
- 1981年（昭和56年）10月30日 - 宮崎交通初の高速バス「なんぷう号」を運行開始。
- 1986年（昭和61年）9月1日 - タクシー事業を分離し宮交タクシー株式会社の営業開始。
- 1999年（平成11年）7月1日 - 宮崎交通観光を吸収合併。
- 2002年（平成14年）10月10日 - 宮交バスカの運用を開始。
- 2004年（平成16年）2月1日 - 宮交車輌サービスを吸収合併。
- 2005年（平成17年）
  - 1月18日 - 産業再生機構による支援が決定。
  - 5月23日 - スポンサー企業が決定。
- 2006年（平成18年）
  - 7月27日 - 宮崎市大淀3丁目4番26号から、宮崎市大淀4丁目10番8号「宮交シティカルチャーセンター」へ本社を移転。
  - 10月27日 - 産業再生機構による支援終了。
- 2009年（平成21年）8月1日 - 株式会社宮崎熱源センターを吸収合併。
- 2012年（平成24年）4月 - 不動産業を開始。

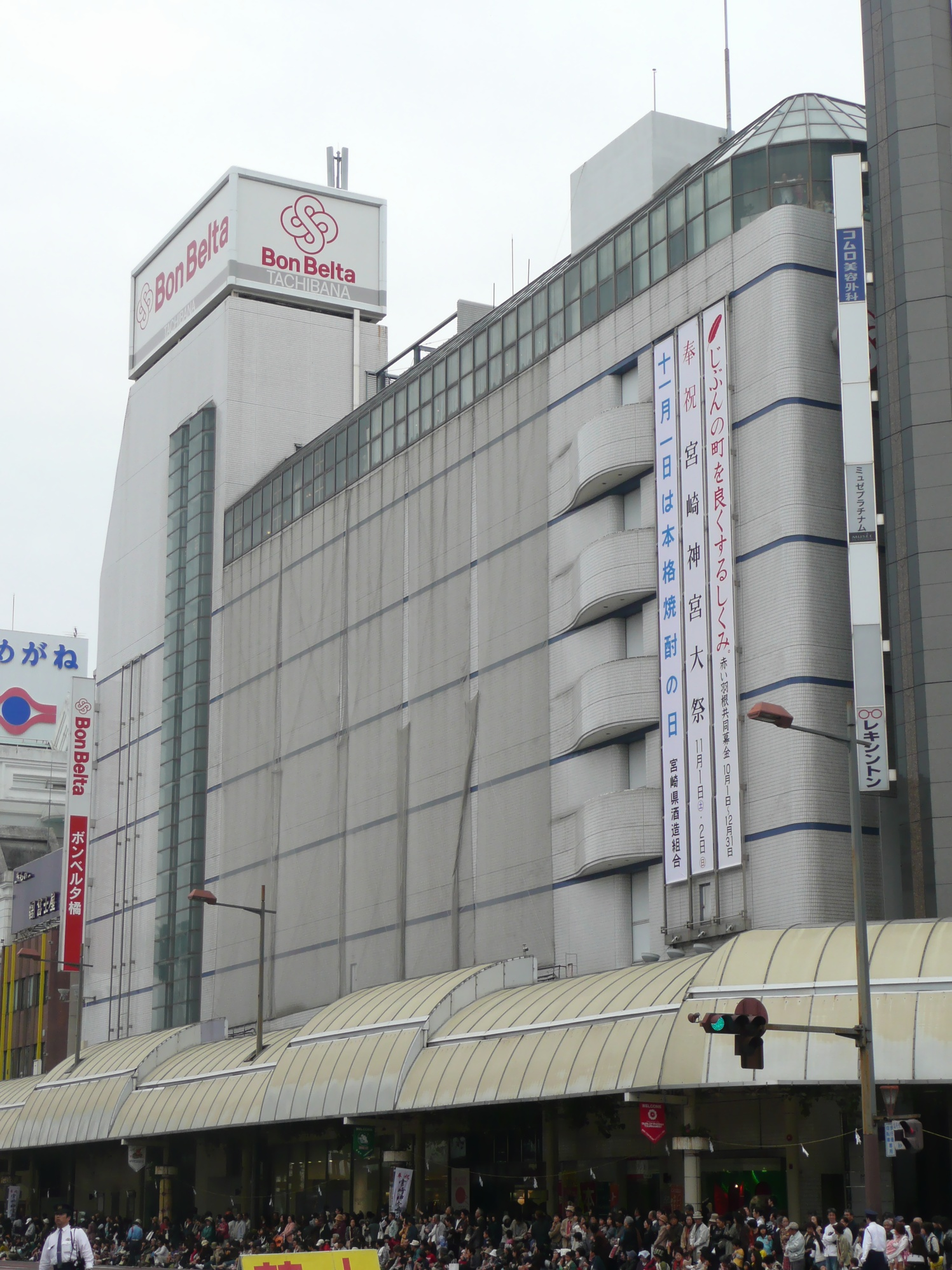
2014年3月から2021年9月までの本社が入居していたボンベルタ橘→宮崎ナナイロ東館（2008年撮影）

- 2014年（平成26年）3月3日 - 宮崎市大淀4丁目10番8号（宮交シティ）から、宮崎市橘通西3丁目10番32号「ボンベルタ橘」へ本社を移転[7]
- 2015年（平成27年）11月14日 - 宮交バスカの代替としてnimocaを導入[8]。
- 2016年（平成28年）
  - 3月31日 - 同日をもって宮交バスカの運用を終了。
  - 6月1日 - ヤマト運輸と提携し客貨混載バスを運行開始。
- 2018年（平成30年）6月7日 - 九州運輸局から乗合バスによる貨物自動車運送事業許可を取得[9][10]。
- 2020年（令和2年）2月14日  - JR九州駅ビルホールディングス共同でアミュプラザみやざきの運営会社「JR宮崎シティ」を設立。11月20日開業
- 2021年（令和3年）
  - 7月27日 - 2018年から他社と共同で運営していたシェアサイクル事業を宮崎トヨタ自動車に事業譲渡し、新たな枠組みで運営することを決定・同年8月1日より新たな事業展開とする事を発表[11]。
  - 9月13日 - 宮崎市橘通西3丁目10番32号から、宮崎市松山1丁目1番1号「宮崎観光ホテル西館」へ本社を移転[12]
- 2023年（令和5年）10月1日 - 運賃改定を14年ぶりに実施する　初乗り160円→200円
- 2025年（令和7年）7月14日 - 宮崎 - 鹿児島空港間の高速バス「マンゴーライナー」を運行開始[13]。

## 事業所

### 営業所・案内センター
- 宮崎中央営業所（宮崎市大字富吉78番地25）
- 宮崎北営業所（宮崎市大字塩路3082番地15）
- 宮崎南営業所（宮崎市大字本郷南方1750番地）
- 日南自動車営業所（日南市飫肥7丁目5-1）
- 西都自動車営業所（西都市小野崎1-96-1） - ☆西都バスセンター
- 延岡自動車営業所（延岡市大武町1323-80）
- 都城自動車営業所（都城市松元町3499-4） - ☆西都城駅前バスセンター
- 小林自動車営業所（小林市大字細野2152） - ☆小林バスセンター

2010年代に営業所 - 管理所制度を再編。☆印の営業所は旅客・小荷物の取り扱いも行っており（いわゆるバス駅に該当）、「バスセンター」とも称する。バスセンターでもある営業所は中心市街地に位置している。その他の営業所はバスセンターではないが、付近に停留所がある。また、宮崎中心市街地のデパート内に本社事務所「バス案内センター」を構える。

### バスセンター・案内所
- 西都バスセンター（西都自動車営業所）
- 西都城駅前バスセンター（都城営業所）
- 小林バスセンター（小林自動車営業所）

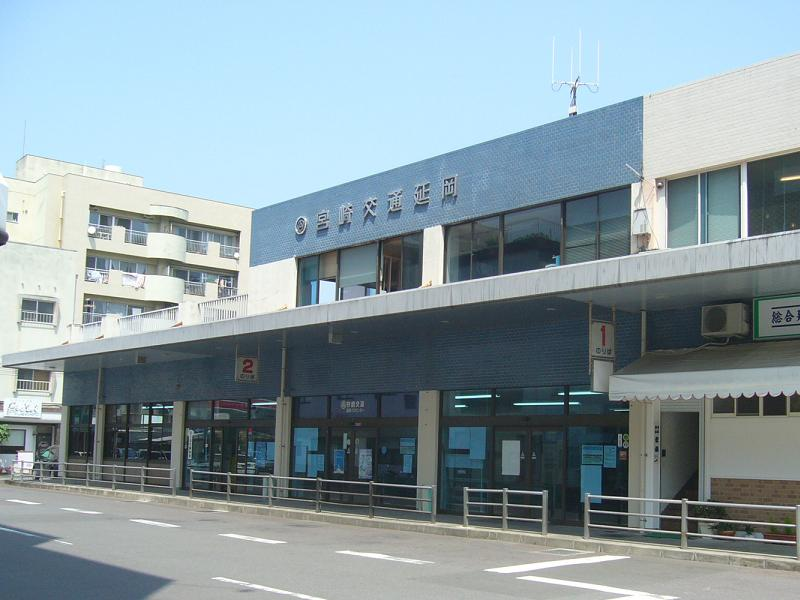
旧延岡駅前バスセンター
※2018年4月に廃止・解体済み

- 宮交シティバスセンター（宮崎市大淀4丁目6-28）
- 宮崎駅バスセンター（宮崎市錦町1番地10号）
- 宮崎空港構内案内所（宮崎市大字赤江） - 現地案内・当日分の出札のみ
- 延岡駅バスセンター（延岡市幸町3丁目442）

「バスセンター」は他社で言うバスターミナルに近い概念であるが、専用バスバースの有無によらず出札所（券売所）の有無によるためいわゆる「バス駅」に該当する。営業所であるものと単に出札所を備えるだけの2種類がある。いずれも中心市街地または中心的な施設内に位置し、屋内待合所を設けている事例が多い。宮崎空港は小荷物を取り扱わない。
宮交では従来からバスセンターを重視して県内主要都市中心部に配置した。この方針は経営再建後も概ね維持されており、2013年には国富を「待合所」からバスセンターに昇格させている。かつては延岡駅前に延岡駅前バスセンターが存在したが、建物老朽化ならびに延岡駅周辺整備事業に伴い駅前広場にバス乗り場が整備された事によって、2018年4月1日にバス乗り場の移転ならびに既存バスセンターは閉鎖・解体された。2020年現在、県内に7箇所を設置している。

## 乗車券等

### nimoca（ICカード乗車券）

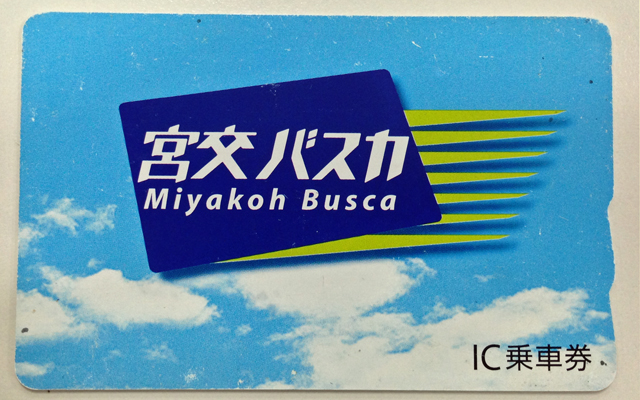
宮交バスカ
※現在は販売終了

2015年11月14日より西日本鉄道の完全子会社である「株式会社ニモカ」が発行し、西鉄グループをはじめ九州を中心に複数の事業者で導入されているバスカード（交通系ICカード）「nimoca」が当社にも導入された。西鉄グループ以外の導入例としては、昭和自動車、大分地区3社共通「めじろんnimoca」、JR九州バス（直方線・嬉野線のみ）、熊本市電（でんでんnimoca）に続く5例目となる。ただ、大分や熊本のように独自の愛称はなく、導入開始時には当社オリジナルデザインが入った「みやこうnimoca」として枚数限定で販売されていたが、現在は他社と同一のカードとして販売されている。nimocaを使い、同一停留所で90分以内に他路線と乗り継いだ場合は、乗り継いだ後のバスの運賃が30円割引される（運賃100円の区間は除く）。nimoca導入開始と同時に、全国10社交通系ICカード（SUGOCA・Suica・PASMO・はやかけんなど）とも相互利用できる。バス運賃のほか、おサイフ機能も搭載されているため、コンビニエンスストアや各店舗におけるショッピングなどにも利用できる。チャージはバス車内のほか、県内各バスセンター・各営業所窓口などに設置されているチャージ機、各コンビニエンスストアのレジやセブン銀行ATMなどにおいて可能（ただし、バス車内におけるチャージにおいてカード残高が1万円を超えている場合はチャージ不可）。
かつてnimoca導入以前においては2002年より独自のバスカードとして「宮交バスカ」を導入していた。nimoca導入に伴い、宮交バスカは発行を終了、2016年3月31日をもって利用も終了となった（nimoca導入時より宮交バスカ利用終了時までバス車内では両方のカードが使用出来たが、宮交バスカはnimocaとは対応機器が異なるため、この期間は2種類のカードリーダーが設置されていた）。

### 企画乗車券

#### 全線1日乗り放題乗車券
大人2000円、学割1800円、子供1000円の一日乗車券を発売している。高速バスなど一部のバスには乗れない。購入は本人でも代理人でも可能だが、学割券は乗車時に生徒手帳などといった身分証明書が必要。県内各営業所およびコンビニ発券機で購入可能で、車内での購入は不可。
- 2000年頃にユースホリデーパス、ホリデーパス（当時は休日のみ）を導入。
- 2004年頃に休日のみだったユースホリデーパスを平日も使えるようにした。
- 2005年8月から他のフリーパス（宮崎・日南海岸フリー、宮崎・綾フリーきっぷは廃止、こどものくにわくわくきっぷは販売を中止）を廃止し、ワンデーフリーパス（大人2000円、中高生1500円、子供1000円）として発行。
- 2008年4月　大人運賃を500円値上げ。また、コンビニ等でも発券できるようになった。
- 2008年11月　宮崎・延岡・都城エリア限定のワンコインパス（500円）を販売
- 2009年6月　ワンデーフリーパスを廃止
- 2010年11月　宮崎県内路線バス全線 1日乗り放題乗車券として復活（大人1800円、学割1500円、子供1000円。なお、10円を緑の基金へ寄付）。

#### VISIT MIYAZAKI BUS PASS
外国人観光客を対象として宮崎市内を中心に、路線バス1日乗り放題となる乗車券と専用パンフレットがセットになっている。購入する際に、パスポートなどといった証明書が必要。また、留学生には、留学証が必要。

### 福祉割引制度
| 対象                             | 種類                                           | 種別   | 区分 | 条件   | 条件   | 普通券 | 定期券 |
| -------------------------------- | ---------------------------------------------- | ------ | ---- | ------ | ------ | ------ | ------ |
| 身体障害者 知的障害者 精神障害者 | 身体障害者手帳 療育手帳 精神障害者保健福祉手帳 | 第一種 | 大人 | 単独   | 単独   | -      | -      |
| 身体障害者 知的障害者 精神障害者 | 身体障害者手帳 療育手帳 精神障害者保健福祉手帳 | 第一種 | 大人 | 介護付 | 本人   | 5割引  | 3割引  |
| 身体障害者 知的障害者 精神障害者 | 身体障害者手帳 療育手帳 精神障害者保健福祉手帳 | 第一種 | 大人 | 介護付 | 介護者 | 5割引  | 3割引  |
| 身体障害者 知的障害者 精神障害者 | 身体障害者手帳 療育手帳 精神障害者保健福祉手帳 | 第一種 | 小児 | 単独   | 単独   | -      | -      |
| 身体障害者 知的障害者 精神障害者 | 身体障害者手帳 療育手帳 精神障害者保健福祉手帳 | 第一種 | 小児 | 介護付 | 本人   | 5割引  | 無割引 |
| 身体障害者 知的障害者 精神障害者 | 身体障害者手帳 療育手帳 精神障害者保健福祉手帳 | 第一種 | 小児 | 介護付 | 介護者 | 5割引  | 3割引  |
| 身体障害者 知的障害者 精神障害者 | 身体障害者手帳 療育手帳 精神障害者保健福祉手帳 | 第二種 | 大人 | 単独   | 単独   | 5割引  | 3割引  |
| 身体障害者 知的障害者 精神障害者 | 身体障害者手帳 療育手帳 精神障害者保健福祉手帳 | 第二種 | 小児 | 単独   | 単独   | 5割引  | -      |
| 身体障害者 知的障害者 精神障害者 | 身体障害者手帳 療育手帳 精神障害者保健福祉手帳 | 第二種 | 小児 | 介護付 | 本人   | 5割引  | 無割引 |
| 身体障害者 知的障害者 精神障害者 | 身体障害者手帳 療育手帳 精神障害者保健福祉手帳 | 第二種 | 小児 | 介護付 | 介護者 | -      | 3割引  |

## 一般路線バス
宮崎県内の全市町村、鹿児島県曽於市の一部に路線を持つ。車体は白地に青、薄青のストライプ塗装である。

### 宮崎エリア

#### 宮崎市内線
宮崎市内を運行する路線。概ね郊外の住宅団地（大学）発着で中心市街地を貫通する系統が多い。宮崎市内線各系統は宮崎市街地（宮崎駅、デパート前、橘通、宮交シティなど、系統によって経由地は異なる）を通る。並行するJR日豊本線より本数面で優位に立っている。
| 番号 | 路線名                       | 経路                                                                       | 備考                 |
| ---- | ---------------------------- | -------------------------------------------------------------------------- | -------------------- |
|      |                              | 宮交シティ - 赤江大橋 - 宮崎駅大和口（東口）                               | 廃止済               |
|      |                              | 宮交シティ - 大淀大橋 - 宮崎駅                                             | 駅発は南宮崎駅前終点 |
| 1    | 宮崎神宮線                   | 宮交シティ・宮崎駅 - 一の鳥居 - 宮崎神宮                                   |                      |
| 2    | 文化公園線                   | 飛江田 - 橘通り - 原町 - 文化公園                                          |                      |
| 7    | 海洋高校～下北方             | 海洋高校 - 橘通り - 下北方                                                 |                      |
| 7    | 海洋高校線                   | 記念病院 → 下北方 → 橘通り → 海洋高校                                      | 廃止済               |
| 8    | 平和台～引土街区公園         | 平和台 - 県庁前 - 引土街区公園                                             |                      |
| 8    | 平和台線（シティ・駅発）     | 宮交シティ・宮崎駅大和口（東口） - 県庁前 - 平和台                         |                      |
| 8-1  | 平和台発宮崎駅大和口（東口） | 平和台 → 県庁前 → 宮崎駅大和口（東口）                                     |                      |
| 8-2  | 平和台線（宮崎駅発）         | 平和台 - 県病院前 - 宮崎駅                                                 |                      |
| 9    | 日向学院線                   | 綾 → 宮崎駅 → 宮崎学園 → 日向学院                                          |                      |
| 9    | 日向学院線                   | 尾頭 → 花見 → 宮崎駅 → 宮崎学園 → 日向学院                                 |                      |
| 9-1  | 日向学院線                   | 尾頭 → 穆佐 → 大橋 → 宮崎学園                                              |                      |
| 10   | 雁ヶ音団地線                 | 宮交シティ - 大淀大橋 - 橘通り - 宮崎駅 - 雁ヶ音団地                       |                      |
| 11   | 動物園線（野崎東病院経由）   | 宮崎駅 - 野崎東病院 - フェニックス動物園                                   |                      |
| 11-1 | 動物園線（花ヶ島経由）       | 宮交シティ - 宮崎駅 - 花ヶ島 - フェニックス動物園                          | 廃止済               |
| 12   | 野崎東病院線                 | 宮崎駅 - 橘通り3丁目 - 野崎東病院                                          | 廃止済               |
| 12-1 | 野崎東病院線（大坪団地経由） | 薫る坂 → 大坪団地 → 橘通り → 宮崎駅 → 花ヶ島 → 野崎東病院                  | 廃止済               |
| 13   | 市民の森線（波島経由）       | 宮交シティ - 大淀大橋 - 宮崎駅 - 市民の森                                  |                      |
| 14   | イオン線                     | 宮崎駅大和口（東口） - イオンモール宮崎                                    |                      |
| 15   | イオン線（江田原経由）       | 宮交シティ - 大淀大橋 - 橘通り - 江田原 - イオンモール宮崎                 |                      |
| 15-1 | 市民の森線（江田原経由）     | 宮交シティ - 橘通り - 江田原 - 市民の森                                    |                      |
| 16   | シーガイア線（波島経由）     | 宮交シティ - 大淀大橋 - 橘通り - 宮崎駅 - 波島 - シーガイア                |                      |
| 17   | 宮崎運転免許センター線       | ニトリモール宮崎・宮交シティ - 宮崎駅 - 宮崎運転免許センター               |                      |
| 18   | フローランテ宮崎線           | 大学病院前 - 宮交シティ - 橘通り - 宮崎駅 - シーガイア - フローランテ宮崎  |                      |
| 18-1 | シーガイア線（青葉通経由）   | 宮交シティ - 橘通り - 宮崎駅 - 青葉通 - シーガイア                         |                      |
| 19   | 動物園線（波島経由）         | 宮交シティ - 大淀大橋 - 橘通り - 宮崎駅 - フェニックス動物園               |                      |
| 20   | 平和が丘団地線               | 宮交シティ - 橘通り - 宮崎神宮 - 平和が丘団地                              |                      |
| 20   | 平和が丘団地線               | 東宮団地 → まなび野中央公園 → （南バイパス） → 宮交シティ → 平和が丘団地   |                      |
| 21   | 北高校線                     | 宮交シティ - 橘通り - 宮崎神宮 - 北高校                                    |                      |
| 21   | 北高校線                     | 東宮団地 → まなび野中央公園 → （南バイパス） → 宮交シティ → 北高校         |                      |
| 22   | 古賀病院線                   | 宮交シティ - 橘通り - 宮崎神宮 - 平和が丘団地 - 古賀病院                   |                      |
| 22   | 古賀病院線                   | 東宮団地 → まなび野中央公園 → （南バイパス） → 宮交シティ → 古賀病院       |                      |
| 24   | 古賀病院線                   | 宮崎駅 - 原町 - 公立大 - 古賀病院                                          |                      |
| 25   | 井上線                       | 宮交シティ - 橘通り - 宮崎神宮 - 古賀病院 - 井上                           |                      |
| 30   | 小松台線                     | 宮崎駅 - 県病院 - 小松台団地 - 悠楽園                                      | フリー乗降区間あり   |
| 30   | 小松台線                     | 宮交シティ - 橘通り - 県病院 - 小松台団地 - 悠楽園                         | フリー乗降区間あり   |
| 31   | 有田線                       | ニトリモール宮崎 - 宮交シティ - 橘通り - 県病院 - 記念病院 - 有田 - 宮の下 | フリー乗降区間あり   |
| 32   | 記念病院線                   | 宮崎駅 - 県病院 - 記念病院                                                 | フリー乗降区間あり   |
| 32   | 記念病院線                   | ニトリモール宮崎・宮交シティ - 橘通り - 県病院 - 記念病院                  | フリー乗降区間あり   |
| 33   | 生目の杜線                   | 宮交シティ - 橘通り - 県病院 - 記念病院 - 生目の杜                         |                      |
| 34   | 富吉車庫線                   | 宮交シティ - 小松台 - 悠楽園 - 医師会病院 - 富吉車庫                       |                      |
| 34   | 富吉車庫線                   | 宮崎駅 - 小松台 - 悠楽園 - 医師会病院 - 富吉車庫                           |                      |
| 40   | 宝塚ニュータウン線           | 宮崎駅 - 橘通り - 橘橋南詰 - 宝塚ニュータウン                              |                      |
| 41   | 生目台線（宝塚経由）         | 宮崎駅 - 橘橋南詰 - 宝塚 - 生目台西3丁目                                   |                      |
| 43   | 生目台線（地蔵田経由）       | 宮崎駅 - 橘橋南詰 - 地蔵田 - 生目台西3丁目                                 |                      |
| 44   | 生目台線（宮崎大橋迂回）     | 宮崎駅 - 橘通り3丁目 - 宮崎大橋 - 大塚台 - 生目台東5丁目                   | 高松橋工事に伴う迂回 |
| 45   | 生目台線（大坪団地経由）     | 宮崎駅 - 橘通り - 大坪団地 - 花山手東 - 生目台西3丁目                      |                      |
| 46   | 富吉車庫線                   | 宮交シティ・宮崎駅 - 県病院 - 大塚台 - 富吉車庫                            |                      |
| 47   | 生目台線（県病院経由）       | 宮交シティ - 橘通り - 県病院 - 大塚台 - 生目台西3丁目                      |                      |
| 47-1 | 生目台線（県病院経由）       | 宮交シティ - 宮崎駅 - 県病院 - 大塚台 - 生目台西3丁目                      |                      |
| 48   | 生目神社線                   | 宮交シティ - 橘通り - 県病院 - 大塚台 - 生目神社                           |                      |
| 48-1 | 生目神社線                   | 宮交シティ → 太田町 → 宮崎駅 → 県病院前 → 生目神社                         |                      |
| 49   | 西高線（宮崎駅発）           | 宮崎駅 → 県病院前 → 西高校                                                 |                      |
| 49   | 西高線（宮交シティ発）       | 宮交シティ → 京塚町 → 江南団地 → 西高校                                    |                      |
| 49-2 | 西高線（高岡発）             | 綾 → 高岡 → 花見 → 大塚台 → 宮崎西高                                       |                      |
| 50   | 薫る坂線                     | 引土街区公園・宮崎駅 - 橘通り - 市民文化ホール - 薫る坂                    |                      |
| 50-1 | 薫る坂線（大坪団地経由）     | 野崎東病院 → 花ヶ島 → 橘通り → 大坪団地 → 薫る坂                           | 廃止済               |
| 51   | 薫る坂線（薫る坂発）         | 薫る坂 - 宮崎駅 - 青葉町 - 引土街区公園                                    |                      |
| 60   | 月見ヶ丘線                   | 宮崎神宮 - 宮交シティ - 月見ヶ丘                                           |                      |
| 61   | あさひヶ丘線                 | 宮交シティ - 農高前 - 月見ヶ丘 - あさひヶ丘                                | フリー乗降区間あり   |
| 62   | ニトリモール宮崎線           | 宮崎運転免許センター - 宮崎駅 - 橘通り - ニトリモール宮崎                  |                      |
| 63   | ニトリモール宮崎線           | 記念病院 - 県病院 - 橘通り - 宮交シティ - ニトリモール宮崎                 |                      |
| 65   | 希望ヶ丘線                   | 宮崎神宮 - 宮交シティ - 農高前 - 西希望ヶ丘                                | フリー乗降区間あり   |
| 66   | 国富ヶ丘団地線               | 宮交シティ - 農高前 - 本郷1丁目 - 国富ヶ丘                                 | フリー乗降区間あり   |
| 67   | 国立東病院線                 | 宮交シティ - 農高前 - 国立東病院                                           |                      |
| 70   | 飛江田団地線                 | 文化公園・宮崎神宮・宮交シティ - 飛江田団地                                |                      |
| 88   | 上西中線                     | 【循環】宮崎駅 - 上西中 - 宮崎駅                                           |                      |
|      | 宮崎空港線                   | 宮崎駅 - 橘通り - 宮崎空港                                                 |                      |
|      | シーガイア～宮崎空港線       | シーガイア - 宮崎空港                                                      | 土・休日のみ運行     |
|      | 宮崎港線                     | 宮交シティ - 宮崎駅 - 宮崎港                                               | 一日一本             |

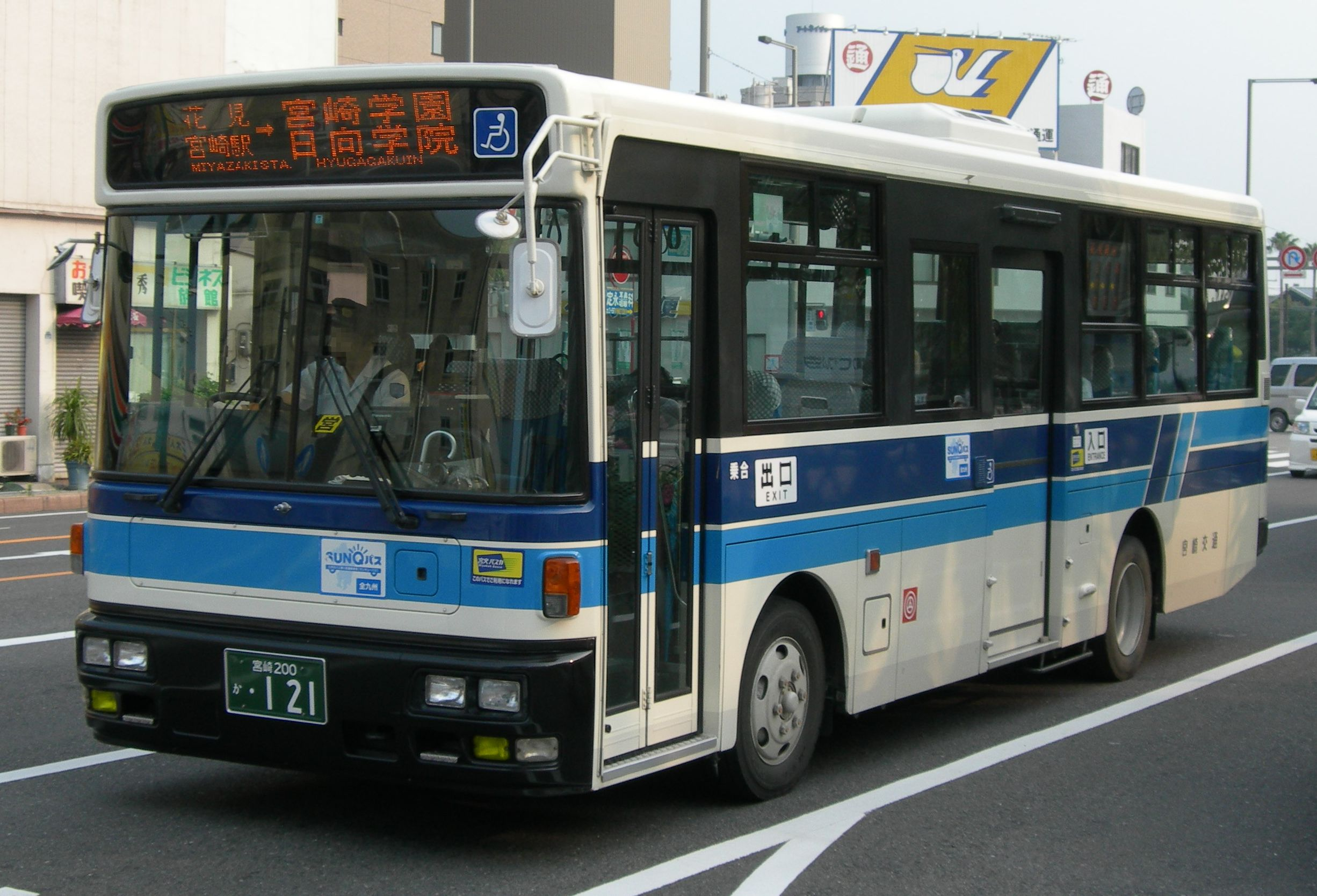
宮崎市内一般路線バス
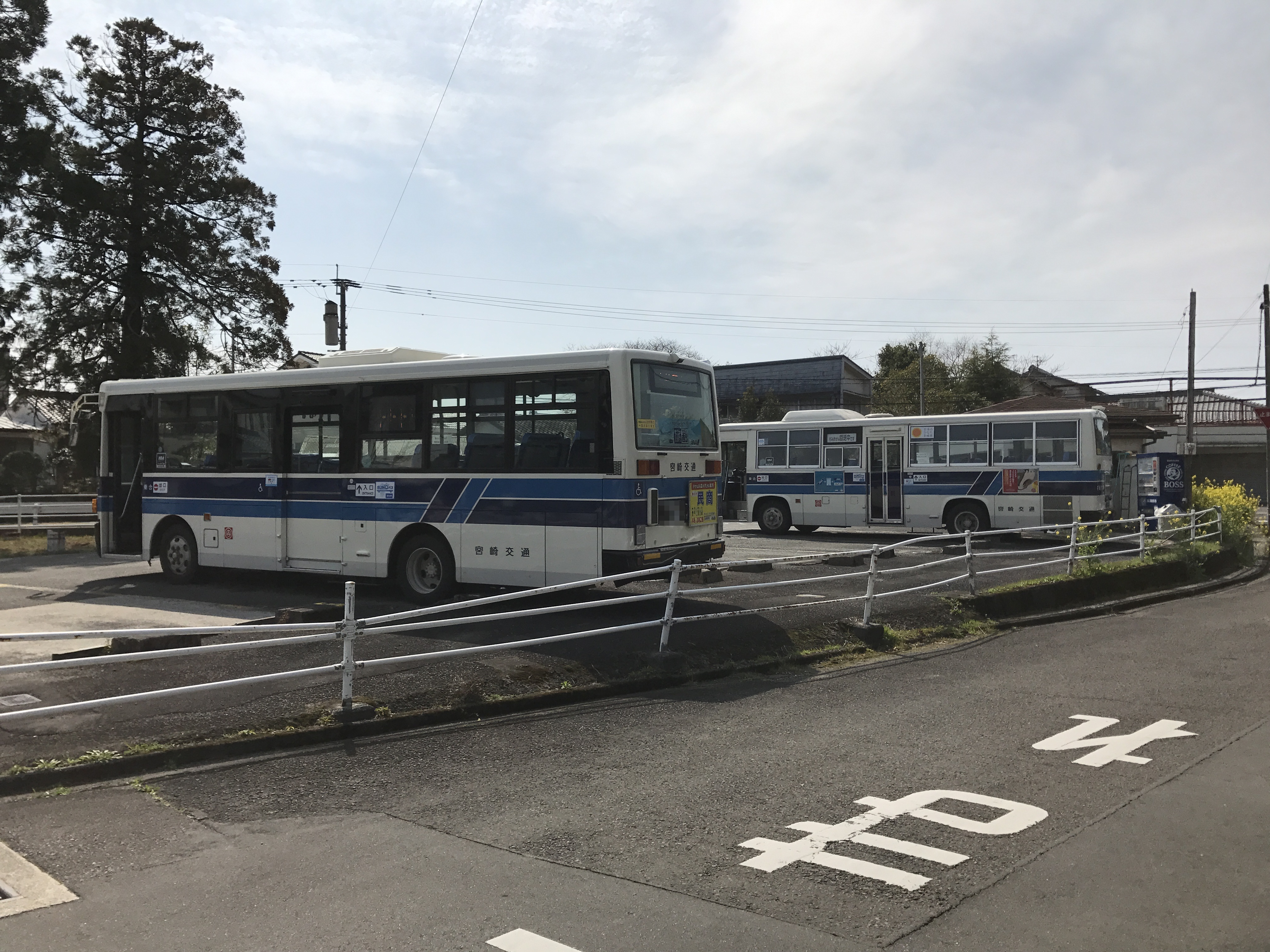
平和台にあるバス駐車場で待機中のバス
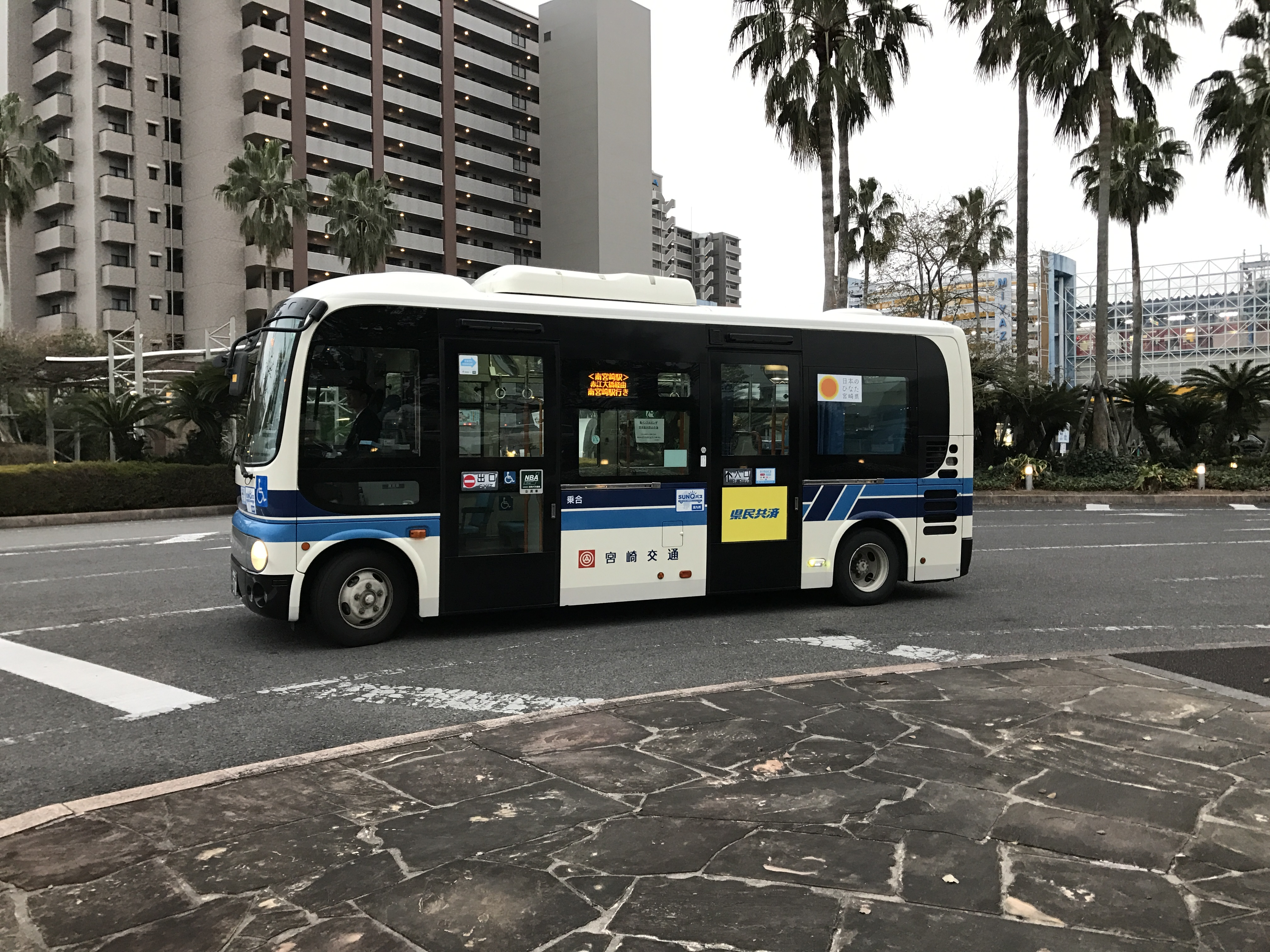
一部路線では日野・ポンチョも導入されている（延岡・都城など他地区でも導入されている）。
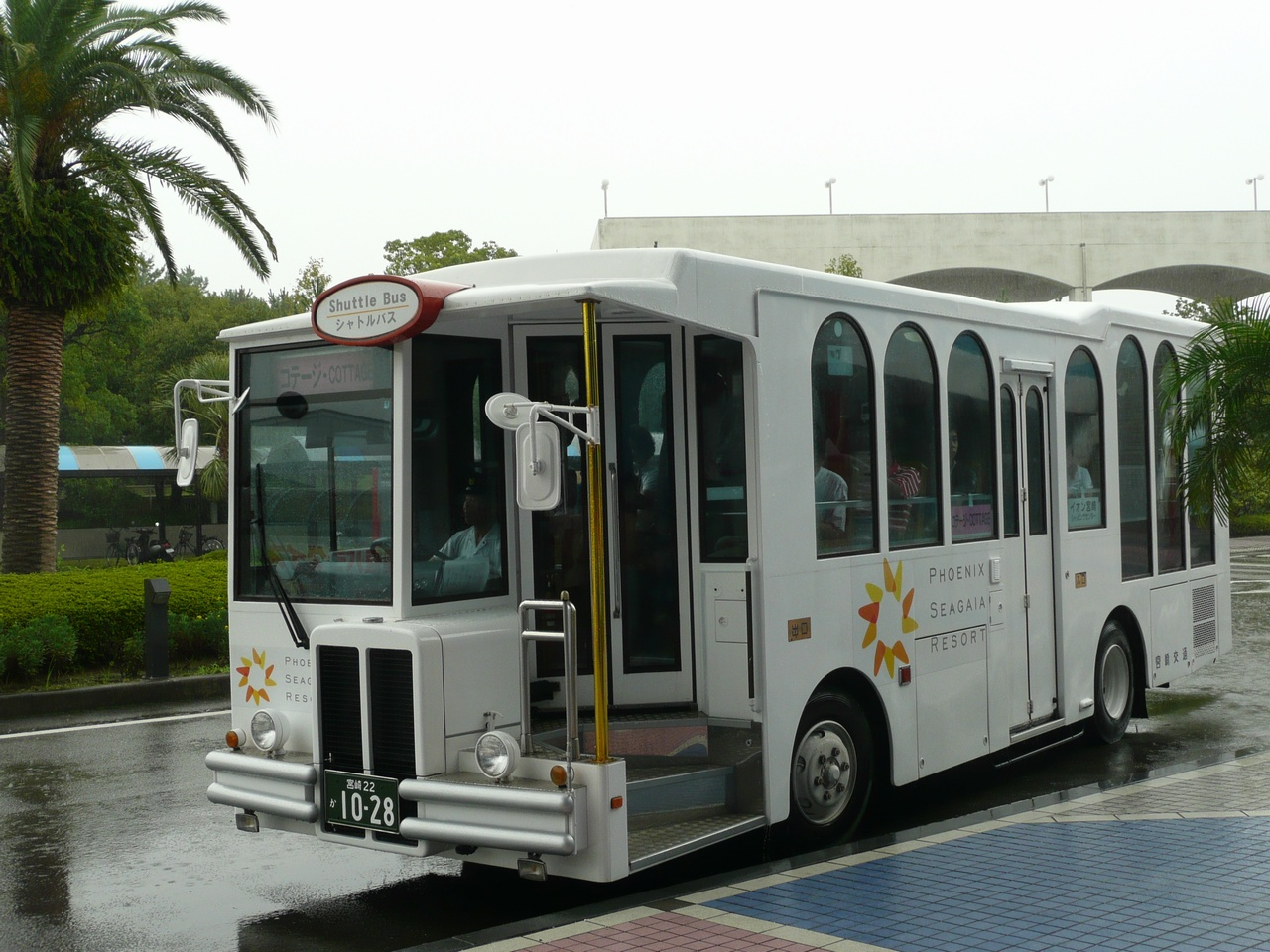
シーガイア園内輸送用バス （当車両の除籍後はラグーナテンボスの無料シャトルバスに転用された）

##### 宮崎地区フリー乗降区間
かつてフリー乗降区間は都城の山間部等の一部路線に限られていたが、2010年10月の改正において宮崎市内でも導入を始めた。宮崎市内のバス停の場合、該当区間のバス停にフリー乗降区間である旨の掲示が貼り出してある。

#### 宮崎郊外線・宮崎空港リムジン・特急バス

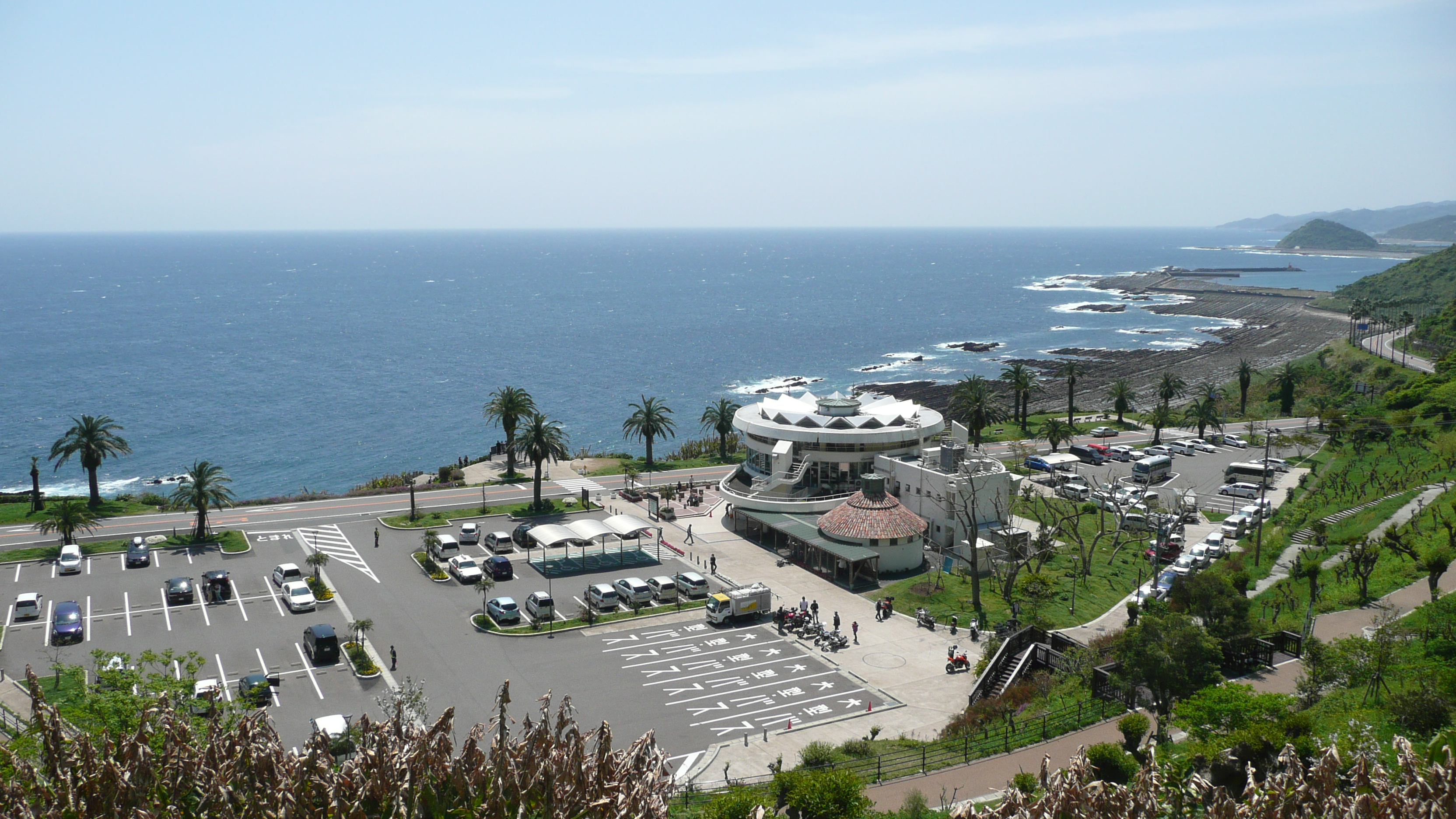
日南海岸

宮崎市中心部から概ね約30km圏の地域に運行しており、平成の大合併により宮崎市域に入った町（旧佐土原町・旧田野町・旧清武町・旧高岡町）や、宮崎市の周辺の市町村（西都市・国富町・綾町・新富町・高鍋町・小林市・日南市）と宮崎市中心部を結ぶ。ほかに、宮崎市と都城市を結ぶ特急バスや、宮崎空港発着の空港リムジンバスがある。宮崎空港 - 宮交シティ・宮崎駅間はJR宮崎空港線より本数が多く、宮崎 - 青島間はJR日南線より本数が多い。日南海岸国定公園（青島・堀切峠・鵜戸神宮等）と宮崎市内を結ぶ路線もある。かつては宮崎市内から県南端の串間市（都井岬）を結ぶ特急バスも運行されていたが、1990年代末期に廃止されている。
宮崎市街地側のターミナルは宮崎駅前バスセンター、宮交シティなど系統によって異なる。
| 番号 | 路線名                       | 経路                                                                             | 備考                                    |
| ---- | ---------------------------- | -------------------------------------------------------------------------------- | --------------------------------------- |
| 無番 | 新名爪線                     | 宮崎空港 -（南バイパス）- 宮交シティ - 橘通り - 花ヶ島 - 住吉                    |                                         |
| 101  | 日大高校線                   | 宮交シティ - 橘通り - 花ヶ島 - 日大高校                                          |                                         |
| 101  | 日大高校線                   | 高岡 → 花見 → 谷川町 → 日大高校                                                  |                                         |
| 102  | 石崎の杜歓鯨館線             | 宮崎駅 - 花ヶ島 - 大島通線 - 石崎の杜歓鯨館                                      |                                         |
| 103  | 佐土原高校線                 | 宮交シティ - 橘通り - 花ヶ島 - 佐土原高校                                        |                                         |
| 104  | 光陽台線                     | 宮交シティ - 橘通り - 宮崎駅 - 花ヶ島 - 光陽台                                   |                                         |
| 105  | 高鍋線                       | 宮交シティ - 橘通り - 花ヶ島 - 高鍋バスセンター                                  |                                         |
| 106  | 木城温泉線                   | 宮交シティ - 橘通り - 花ヶ島 - 高鍋 - 木城温泉湯らら                             |                                         |
| 107  | 高鍋温泉線                   | 宮交シティ - 橘通り - 花ヶ島 - 高鍋 - 高鍋温泉めいりんの湯                       | 廃止済                                  |
| 110  | 日大高校線                   | 綾 - 国富 - 北高校 - 日大高校                                                    |                                         |
| 111  | 日大高校線（大島通り線経由） | 宮交シティ - 花ヶ島 - 大島通り線 - 日大高校                                      |                                         |
| 200  | 西都線                       | 宮交シティ・宮崎駅 - 橘通り - 花ヶ島 - 西都バスセンター                          |                                         |
| 202  | 妻高線                       | 宮交シティ - 橘通り - 花ヶ島 - 西都 - 妻高校                                     |                                         |
| 215  | 西都線（高速経由）           | 宮崎空港 - 宮交シティ - 橘通り - 県病院前 -（東九州自動車道） - 西都バスセンター | 運休中                                  |
| 220  | 西都原線                     | 宮崎駅 - 橘通り - 花ヶ島 - 西都バスセンター - 西都原考古博物館前                 | 廃止済                                  |
| 301  | 国富線                       | 宮交シティ・宮崎駅 - 一の鳥居 - 国富                                             | 廃止済                                  |
| 304  | 綾線                         | 宮交シティ・宮崎駅 - 一の鳥居 - 国富 - 綾待合所                                  |                                         |
| 305  | 酒泉の杜線                   | 宮交シティ・宮崎駅 - 一の鳥居 - 国富 - 綾 - 酒泉の杜                             |                                         |
| 314  | 綾線（宮商経由）             | 宮交シティ - 橘通り - 県病院前 - 宮商前 - 国富 - 宮原 - 綾                       | 廃止済                                  |
| 410  | 高岡線（穆佐経由）           | 宮崎駅 - 祇園台 - 穆佐 - 高岡 - 尾頭                                             |                                         |
| 430  | 高岡線（小山田経由）         | 宮崎駅 - 祇園台 - 穆佐 - 小山田 - 高岡 - 尾頭                                    |                                         |
| 431  | 桜学園線                     | 下高岡 - 桜学園                                                                  |                                         |
| 450  | 高岡線（花見経由）           | 宮崎駅 - 花見 - 高岡 - 尾頭                                                      |                                         |
| 455  | 赤谷線                       | 宮崎駅 - 花見 - 高岡 - 赤谷                                                      |                                         |
| 460  | 高岡線（細江経由）           | 宮崎駅 - 大塚台 - 細江 - 高岡 - 尾頭                                             | フリー乗降区間あり                      |
| 470  | 小林線                       | 宮崎空港 - 宮交シティ - 高岡 - 野尻 - 小林                                       | 一部は宮崎駅経由                        |
| 511  | 黒北線（大坪団地経由）       | 宮崎駅 - 橘通り - 天満1丁目 - 池田台団地 - 黒北                                  | フリー乗降区間あり                      |
| 520  | 池田台団地線（県病院経由）   | 宮崎駅 - 県病院 - 天満橋 - 花山手 - 池田台団地 - 清武駅                          | 廃止済                                  |
| 550  | 合又線                       | 宮崎駅 - 宮交シティ - 清武 - 田野 - 合又 - 田野運動公園                          |                                         |
| 551  | 田野線                       | 宮崎駅 - 宮交シティ - 清武 - 田野 - 七野                                         |                                         |
| 552  | 青井岳温泉線                 | 七野 - 青井岳温泉                                                                | 551番から七野で乗り換え                 |
| 600  | 都城線                       | 宮崎駅 - 宮交シティ - 宮崎空港 -（宮崎自動車道）- 都城                           |                                         |
| 610  | 都城線（生目台経由）         | 宮崎駅 - 県病院前 - 生目台 - 宮交シティ -（宮崎自動車道）- 都城                  |                                         |
| 750  | 学園短大・国際大線           | 宮崎駅 - 宮交シティ - 中野 - 学園短大・国際大                                    |                                         |
| 751  | 上丸目線                     | 宮崎駅 - 宮交シティ - 中野 - 上丸目                                              |                                         |
| 752  | 尾平線                       | 宮崎駅 - 宮交シティ - 中野 - 尾平                                                |                                         |
| 811  | 宮大線（木花経由）           | 宮崎駅 - 宮交シティ - 木花台 - 宮崎大学 - 大学病院前                             |                                         |
| 811  | 宮大線（木花経由宮大止）     | 宮崎駅 - 宮交シティ - 木花台 - 宮崎大学                                          |                                         |
| 820  | 看護大学線                   | 高鍋 - 花ヶ島 - 宮交シティ - 赤江山崎 - 県立看護大学                             |                                         |
| 822  | 宮大線（まなび野経由）       | 宮崎駅 - 宮交シティ - まなび野 - 大学病院前 - 宮崎大学                           |                                         |
| 832  | 宮大線（清武経由）           | 宮崎駅 - 宮交シティ - 清武駅前 - 大学病院前 - 宮崎大学                           |                                         |
| 833  | 宮大線（タウンセンター行）   | 宮崎駅 - 宮交シティ - 清武 - 大学病院前 - 宮崎大学 - タウンセンター              |                                         |
| 834  | 宮大線（木花行）             | 宮崎駅 → 宮交シティ → 清武 → 大学病院前 → 宮崎大学 → 木花                        |                                         |
| 835  | 宮大線（熊野経由）           | 宮崎駅 - 宮交シティ - 大学病院前 - 熊野 - 宮崎大学                               | フリー乗降区間あり                      |
| 836  | 木花駅線                     | 宮崎駅 - 宮交シティ - 清武 - 宮崎大学 - 木花駅西口                               |                                         |
| 910  | 青島線                       | 宮崎駅 - 宮交シティ - 青島                                                       |                                         |
| 911  | 青島線（白浜入口）           | 宮崎駅 - 宮交シティ - 青島 - 白浜                                                |                                         |
| 920  | 青島線（東宮団地経由）       | 宮崎駅 - 宮交シティ - 東宮団地 - 青島                                            |                                         |
| 921  | 青島線（東宮団地経由白浜行） | 宮崎駅 - 宮交シティ - 東宮団地 - 青島 - 白浜入口                                 |                                         |
| 930  | 青島線（木花台経由）         | 宮崎駅 - 宮交シティ - 木花台 - 青島                                              |                                         |
| 931  | 青島線（木花台経由白浜行）   | 宮崎駅 - 宮交シティ - 木花台 - 青島 - 白浜入口                                   |                                         |
| 932  | 青島線（木花台経由正蓮寺止） | 宮崎駅 - 宮交シティ - 木花台 - 正蓮寺                                            |                                         |
| 953  | 青島サンクマール線           | 宮崎駅 - 宮交シティ - 自然休養村 - サンクマール                                  |                                         |
| 965  | 日南線                       | 宮崎駅 - 宮交シティ - 宮崎空港 - 青島 - 油津 - 飫肥                              | 堀切峠・鵜戸神宮経由 （経由なしもあり） |
| 970  | 東宮団地線                   | 宮崎駅 - 宮交シティ -（南バイパス）- まなび野センター - 東宮団地                 |                                         |
| 無番 | 青島→宮崎線                  | 青島 → 辻原 → 南バイパス → ニトリモール宮崎 → 宮崎駅                             | 土日祝夜1本のみ                         |

#### AI活用型オンデマンドバス実証実験
2024年3月31日より、宮崎市恒久・田吉地区から宮交シティまでの3Km区間を運行エリアとし、AI（人工知能）を駆使したオンデマンドバス「宮交のるーと」の実証実験が開始。2025年3月31日までの期間限定。
従来のバスのように決まった時刻表や運行ルートがなく、AIが予約状況に応じてエリア内における最短の運行ルートを探りながら乗客が利用したいミーティングポイント（停留所）のみ停車する。
事前予約制で、予約は電話またはスマートフォンの専用アプリ（Android端末・iPhone（iOS端末）ともに対応）にて可能。運賃は車内において現金・ICカード・専用アプリ内包のオンラインクレジット決済のみ支払可（通勤・通学定期券は使用不可）。車両はジャンボタクシー形式のワンボックスカー（乗客定員9名）が使用される。

### 延岡エリア

#### 延岡市内線
- 川口・東海 - 南一ヶ岡
- 桜ヶ丘 - 雷管
- 片田団地 - 今山ニュータウン

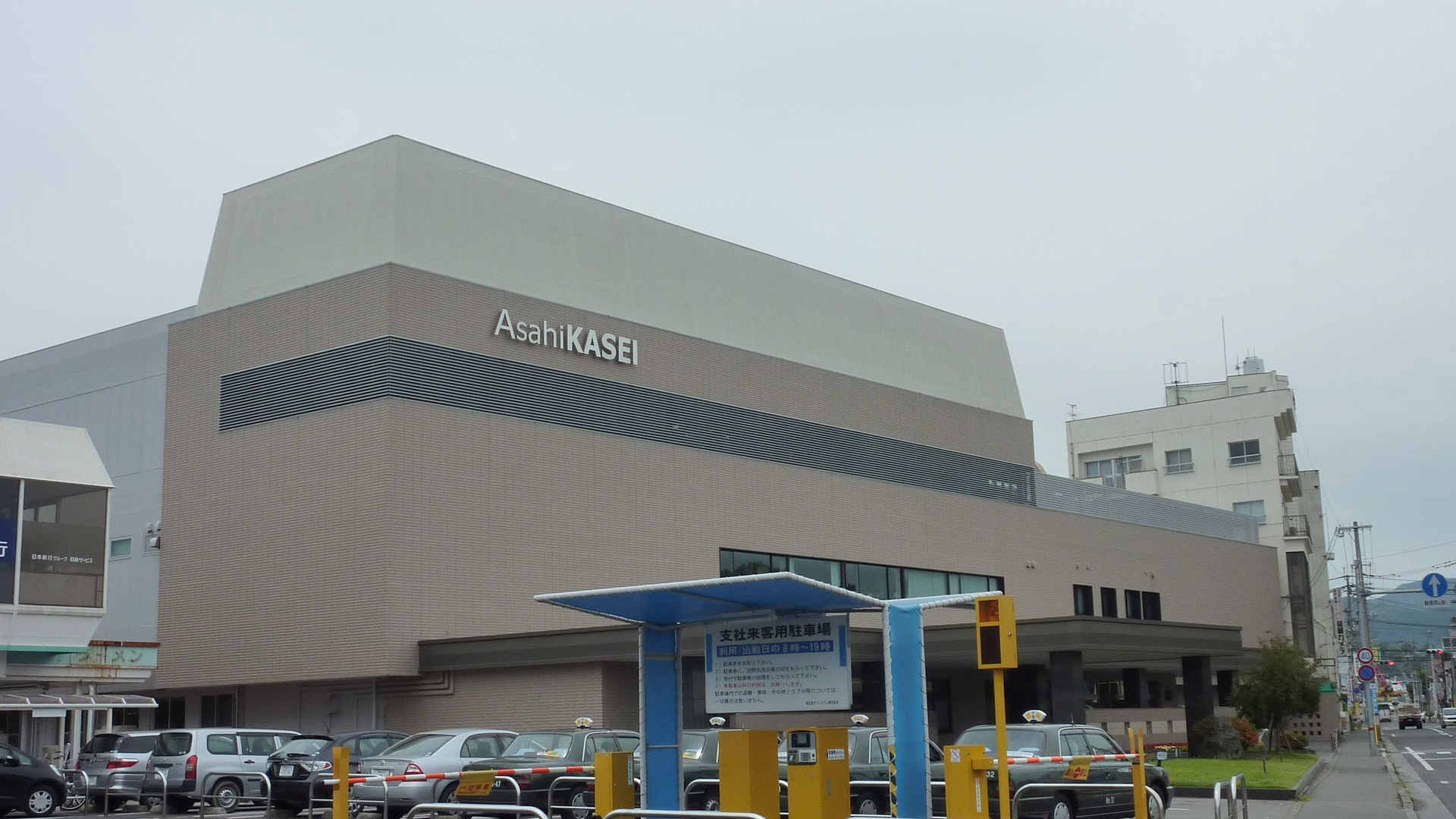
工業都市延岡

- 延岡駅 - 大瀬町 - 県病院 - イオン延岡
- 保健福祉大学線
  - 西高経由
  - 大貫経由
  - すみれ団地経由
  - 南延岡発着
- 延岡駅 - 文化センター前・方財

旭化成の企業城下町である延岡市の中心部や工場を通り、郊外の住宅団地からの通勤・通学需要などを支える。2000年代までに市内一号線（南営業所前 - レーヨン前間）等純粋な市街地内完結系統は衰退した。これはより郊外へ直通する一ヶ岡、桜ヶ丘等の住宅団地路線が市街地を貫通しているためで、また郊外線系統も市内線区間で両者分け隔てなく利用されている背景もある。1999年から延岡駅前広場へ乗り入れるようになった。

#### 延岡郊外線
- 延岡学園
- 平田 - 行縢山登山口
- 高千穂（バイパス経由）
- 鹿狩瀬 - 祝子川（ほうりがわ）温泉
- 差木野 - 長井 - 熊田

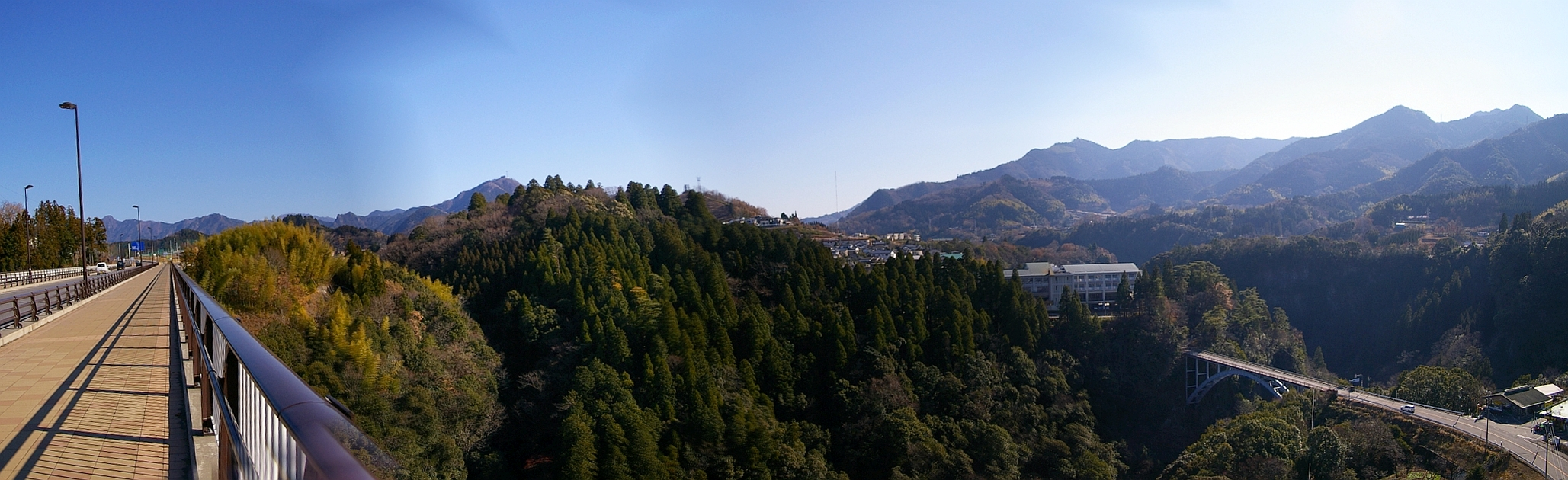
高千穂

- 浦城港 - 須美江 - 古江 - 宮野浦（一部バイパス経由・浦城港不経由)
- 土々呂 - 赤水・外浦
- 日向（延岡 - 一ヶ岡・旭ヶ丘 - 土々呂 - 門川本町 - 都町 - イオンタウン日向・東細島・宮の上）

延岡市中心部から概ね約30km圏の延岡市郊外部・日之影町・高千穂町・門川町・日向市に路線を延ばす。高千穂・日豊海岸国定公園などの観光地も経由する。延岡 - 高千穂間はかつて高千穂鉄道高千穂線と競合したが、2005年の同線廃止以後はバスが唯一の公共交通機関となった。一部系統は延岡駅を越え南延岡を始発・終着とする。延岡 - 日向市間では以前はJR日豊本線より本数面で優位に立っていたが、土々呂を越え日向市方面については運賃面でJRに差を付けられており、本数は減少傾向にある。金・土曜日には延岡発日向行きの深夜便が運行される。長井方面は日豊本線延岡駅 - 北川駅間に並行する路線で、JRとともに著しく本数が少ないが、JR普通列車が運行されない昼間午後にも運行がある。祝子川温泉方面は経路の大半が宮崎県道207号岩戸延岡線となっており、断崖絶壁と祝子川に挟まれた非常に狭隘な道路を走行する路線である。2016年1月にイカロス出版より発売されたムック『秘境路線バスをゆく』で「キング・オブ・秘境バス」として同路線が紹介された ことが地元メディアで取り上げられ、本来平日のみの運行のところを日曜日にも運行したり、全区間の運賃を1080円から500円に値下げしたりする など活性化が図られている。
長年にわたり延岡駅に隣接する延岡駅前バスセンターがターミナルであったが、延岡市が進めている延岡駅周辺整備基本計画にともない2018年3月31日限りで延岡駅前バスセンターが廃止され、延岡駅前に新設されたバス乗り場への発着となった。
かつては宮崎市からの直通バスも（一般道経由で）運行されていたが、1999年に廃止され、2014年に東九州自動車道延岡 - 宮崎間の全線開通に伴い同道経由の高速バスとして復活するも、2021年3月に路線休止となって以降、再び両市間とを結ぶバスによる直通手段はない状態となっている。

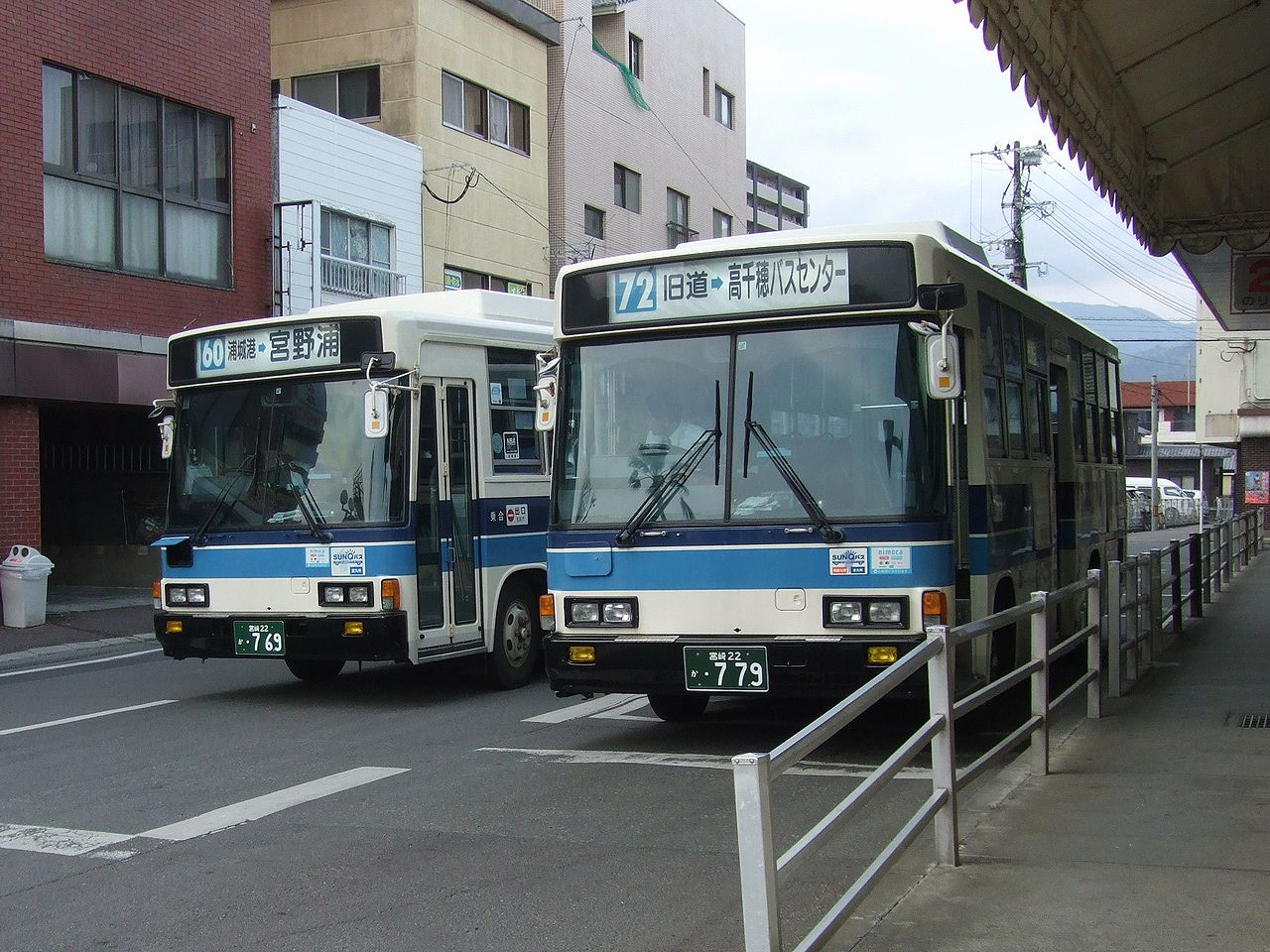
延岡駅前バスセンターで並ぶ宮野浦行きと高千穂行き

#### 高千穂地区
- 高千穂 - 五ヶ瀬町立病院

かつては高千穂町内・五ヶ瀬町内全域をカバーし、遠くは熊本県の蘇陽町へも乗り入れていたが、のちに高千穂地区内運行の路線は高千穂町と五ヶ瀬町を結ぶ1路線のみとなり、他はすべて廃止・コミュニティバス化された。高千穂町中心部に高千穂バスセンターがあり、延岡 - 高千穂間のバス、高千穂発着・経由の高速バスも発着する。バスの運行は、以前は単独の「高千穂自動車営業所」が存在し高千穂バスセンターに併設されていたが、後に廃止され、現在は延岡自動車営業所が行っている。

#### 日向地区

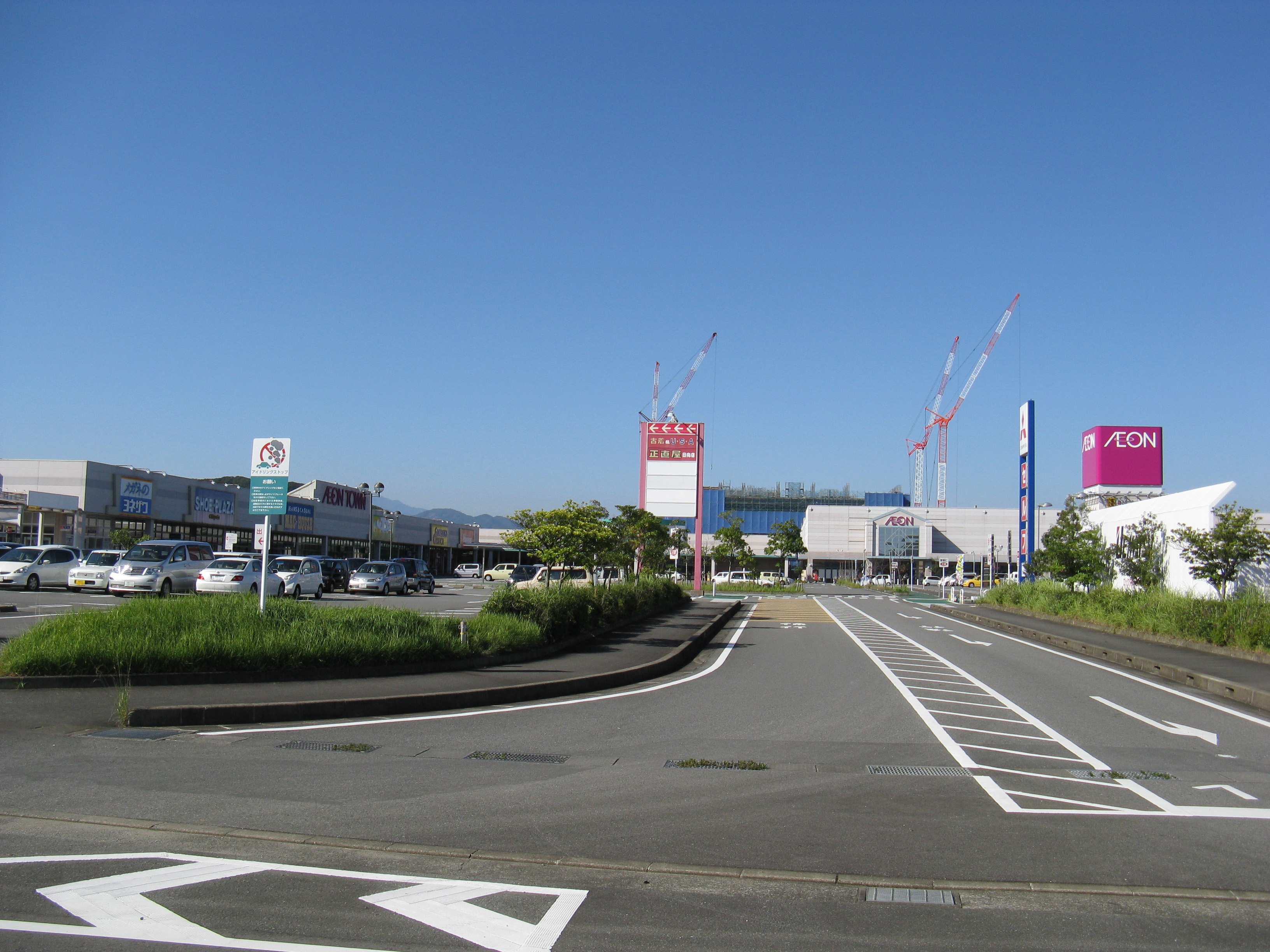
事実上のターミナルとなっているイオン日向

- イオンタウン日向 - 富島高校前 - 黒木 - 宇納間 - 小原（こばる）
- イオンタウン日向 - 山陰（池野） - 塚原 - 上椎葉
- イオンタウン日向 - 山陰 - 坪谷 - 百済の館 - 神門

細島港にあるイオンタウン日向敷地内にある停留所をターミナルとし、富高市街地を通る。日向市駅東口も経由しJR日豊本線に接続する。かつては日向市駅の東側の富高市街地にあった日向バスセンター（日向自動車営業所） がターミナルであった。延岡 - 日向間のほか、日向市中心部と日向市西方の山間部の町村（旧東郷町・美郷町・諸塚村・椎葉村）を結ぶ路線が運行されている。これ以外の日向市内の路線は多くがコミュニティバス化された。かつては宮崎市と日向市を直通する一般路線もあったが現存しない。
イオンタウン日向内にある支店は乗車券・定期券発券および旅行取扱といった旅客窓口である。バスの運用については日向所属バスの運用をイオン日向近隣に所在する日向事業所にて行っており、この運行管理は延岡自動車営業所が担当している。
都農 - 日向市間が2016年3月31日限りで廃止され、日向地区と高鍋地区を結ぶ一般路線がなくなったことにより、一般路線バスの県北部（延岡・高千穂・日向地区）の路線網と都農町以南の路線網は分断された。

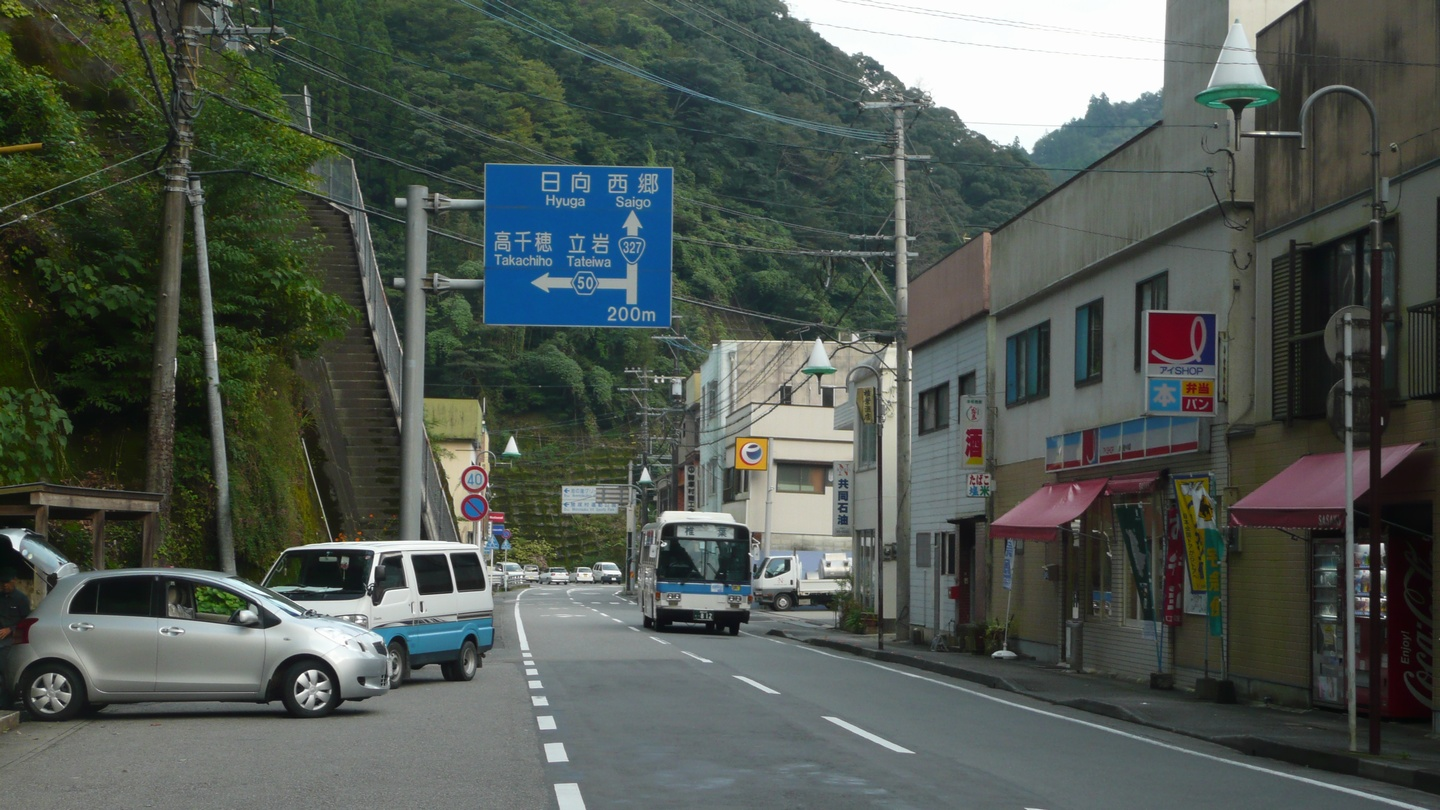
諸塚村中心部の国道327号線上を走る上椎葉行きバス
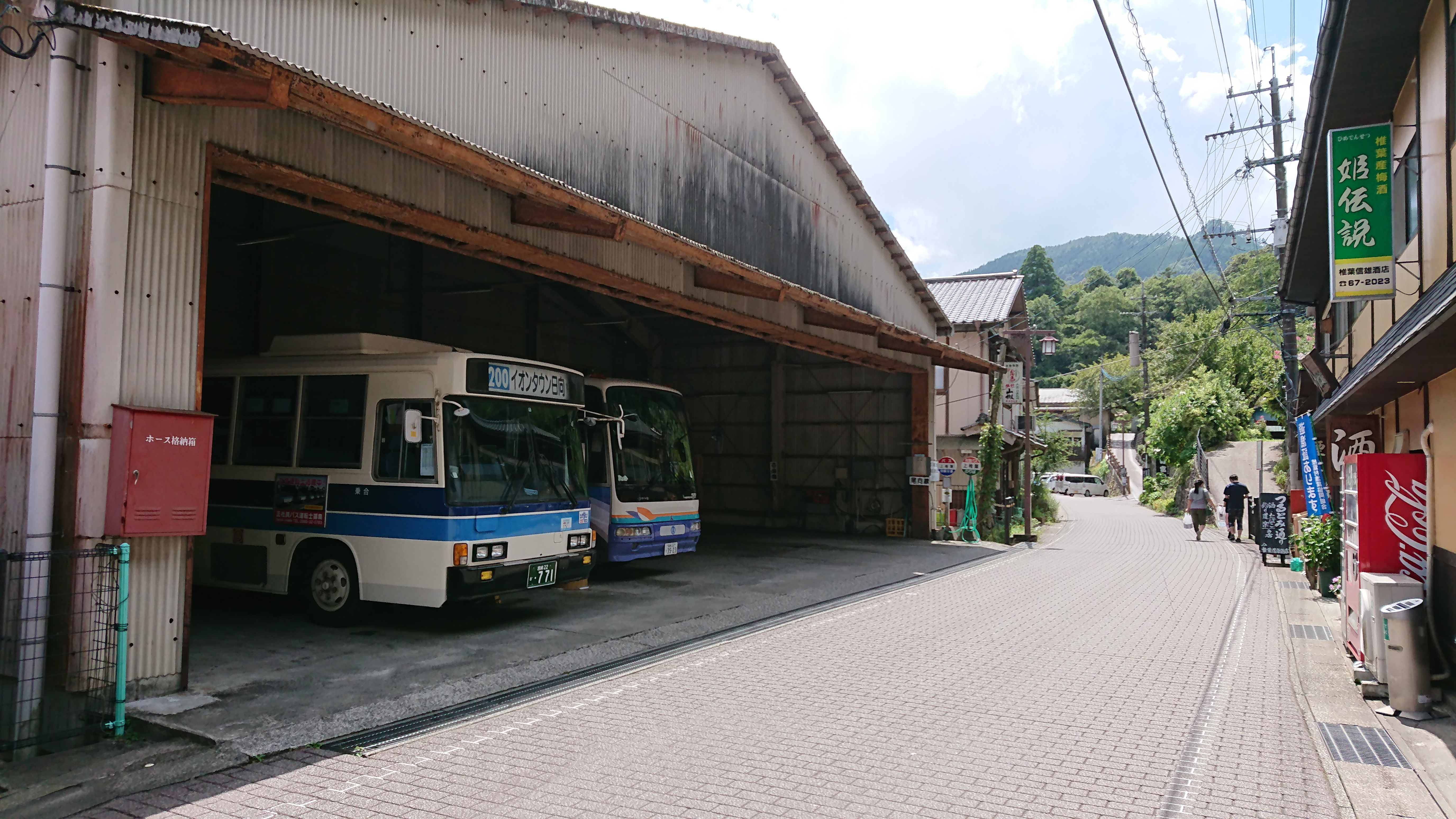
上椎葉車庫。現在は常駐する車両はなく、上椎葉線の椎葉村における終着点・待機所となっている。

### 西都・高鍋エリア
- 西都 - （高速道経由） - 宮交シティ - 宮崎空港
- 西都 - 宮交シティ
- 西都 - 花ヶ島 - 宮交シティ - 国立東病院
- 西都 - 花ヶ島 - 宮崎駅
- 西都 - 宮崎大学
- 西都 - 学園短大・国際大
- 西都原古墳群 - 西都 - 宮交シティ
- 西都 - 西都原古墳群
- 西都 - 宮崎北高校
- 西都商業高校 - 妻高校 - 西都 - 佐土原駅 - 佐土原高校
- 西都 - 三納代 - 高鍋
- 西都 - 一丁田 - 高鍋 - 高鍋駅
- 西都 - 茶臼原 - 高鍋駅
- 西都 - 杉安峡 - 村所 - 西米良温泉
- 西都 - 岩崎 - 郡境
- 西都 - 上山路
- 高鍋 - 川南 - 都農線
- 高鍋 - 木城温泉館湯らら
- 中尾 - 西小入口 - 高鍋バスセンター
- 高鍋循環線

西都市中心部の西都バスセンターと、高鍋町中心部の高鍋バスセンターを拠点に路線網を持つ。高鍋バスセンターは高鍋市街地にあり、高鍋駅とは1.5km程度離れている。宮交で単に「高鍋」という場合は高鍋バスセンターを指す場合が多い。鉄道結節よりも高鍋バスセンターにおける宮崎方面との接続が重視されている。2021年10月1日のダイヤ改正より、高鍋バスセンターを発着する宮崎方面行きの各路線について、高鍋駅ロータリーへの乗り入れを開始した。
宮崎市内との間を結ぶ路線のほか、西都バスセンターと西都市の西側の山間部の西米良村を結ぶバス路線や、高鍋バスセンターと北部・北西部の川南町・都農町・木城町を結ぶ路線がある。

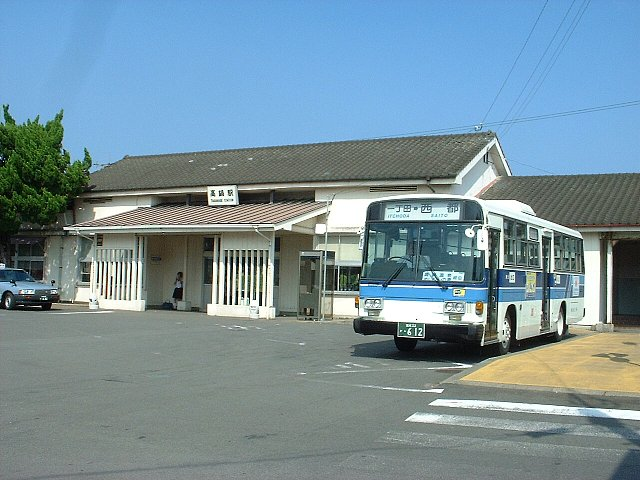
高鍋駅で待機中の西都行きバス

### 小林エリア
- 小林 - えびの高原（季節運行）
- 小林 - 高崎 - 都城
- 小林 - 祓川
- 小林 - 京町

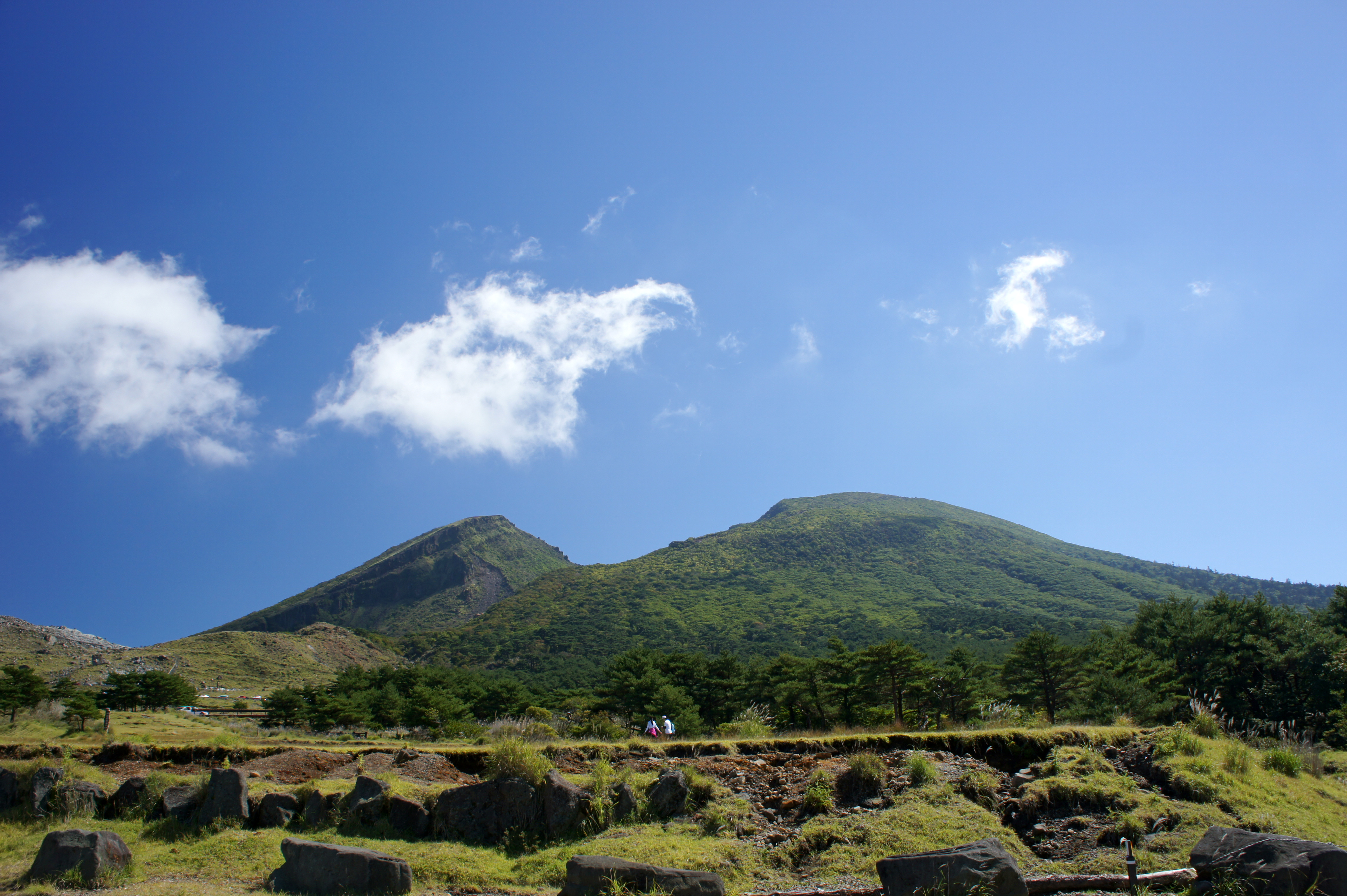
えびの高原

小林市と周辺の高原町・えびの市を結ぶ路線や、宮崎市・都城市への路線がある。長年にわたり小林駅から約400m離れた小林バスセンターを拠点としていたが、2017年8月1日より小林駅前に新設されたバス乗り場より発着するようになった。

### 都城エリア
- 久保原 - 都原団地 - 都城ショッピングセンター前
- 久保原 - 都原団地 - イオンモール
- 久保原 - みの原 - 都城ショッピングセンター前
- 久保原-イオンモール - あやめ原
- 三股駅 - 南九州大学 - イオンモール
- 宮村 - イオンモール
- イオンモール - 一万城団地 - イオンモール　（循環）
- 川原谷 - 梅北 - ドミニコ学園 - イオン都城
- 安久温泉 - イオンモール
- イオンモール-ゆぽっぽ温泉 -竹脇-山田総合センター
- イオンモール-ゆぽっぽ温泉 - やまだ温泉 - 山田総合センター
- 上野上 - 山之口 - 西都城駅

都城市内および周辺の三股町・高原町・小林市への路線がある。西都城駅前にバスターミナル兼営業所があるがここを発着するバス路線は限られており、イオン都城、イオンモールを始発・終着（都城駅・西都城駅経由）とする系統が多い。宮崎方面特急バスとの結節点は西都城駅、都城駅前であり、都城市街地系統はいずれか両方とも経由する。

### 日南エリア
- 市内線（飫肥 - 油津港）
- 市木線（飫肥 - 油津 - 贄波 - 夫婦浦 - 古都 - 幸島入口）
- 北郷線（油津 - 一里松 - さくらアリーナ）
- 風田線 （循環）

主に日南市内（旧北郷町・南郷町を含む）に路線があり、油津駅前を拠点に、飫肥城や幸島などの観光地へも運行する。うち、北郷線全便と市内線・市木線の一部便においては、2024年2月1日よりジャンボタクシータイプの10人乗り小型車両（トヨタハイエースコミューター）にて運行している。
かつては串間市内にも路線があったが、日南管轄の日南 - 幸島間を除いてすべて撤退し、同市のコミュニティバスに置き換えられた。串間自動車営業所の敷地も宮交タクシーに譲渡され、コミュニティバスの車庫として使われている。

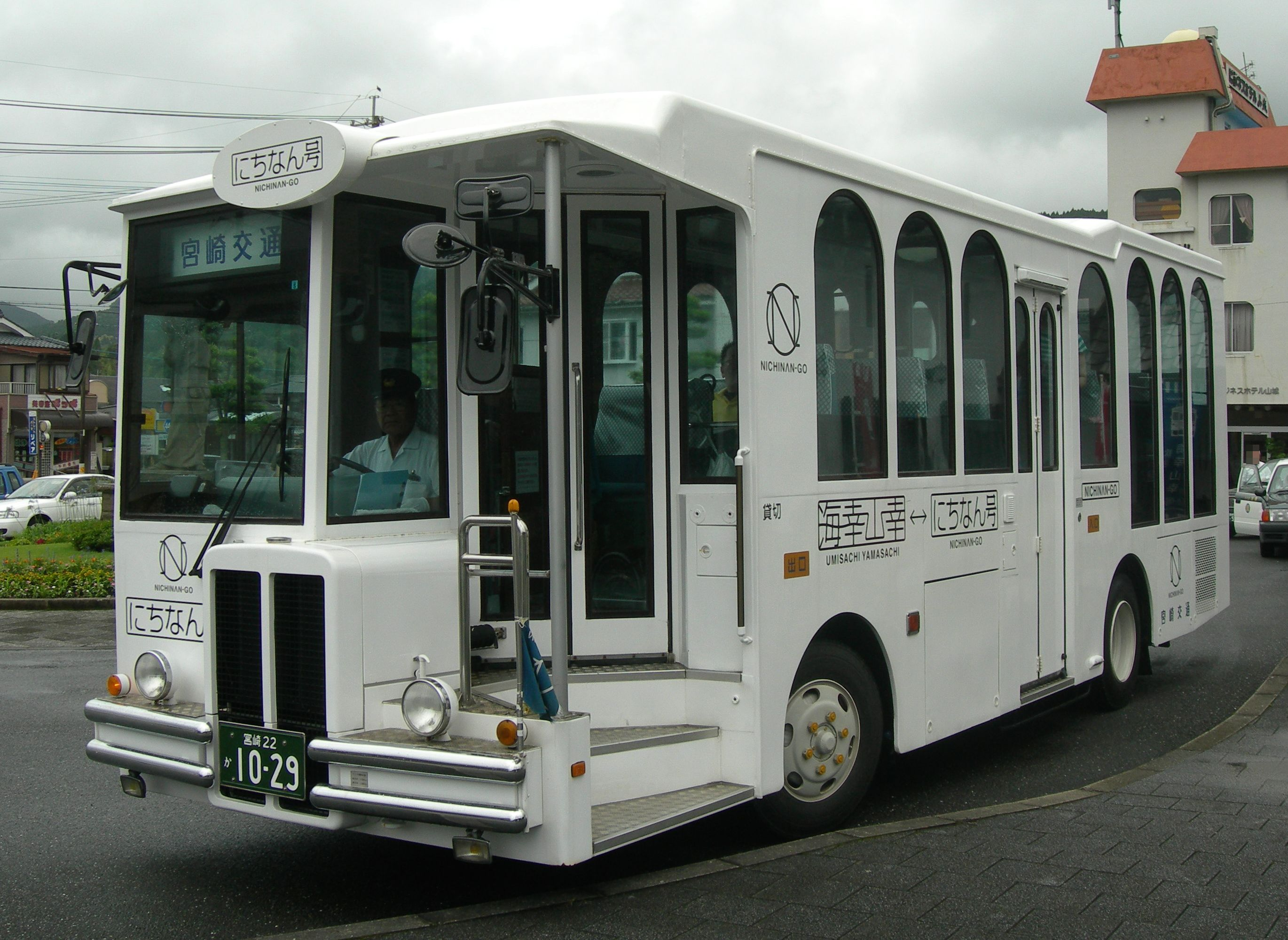
宮崎駅 - 南郷駅間観光路線バス「にちなん号」 ※現在は廃止された

## コミュニティバスの受託運行
- まちなか循環バス（延岡市）
- ふれあいバス（高千穂町）※岩戸線のみ
- 国富町コミュニティバス
- 小林市コミュニティバス
- 南部ぷらっとバス（日向市）
- 日南市コミュニティバス
- 串間市コミュニティバス

まちなか循環バス・ふれあいバスは宮崎交通の車両で運行する。他は自治体所有の白ナンバーバスによる運行で、国富町は無料、日向市・日南市・串間市・小林市は自家用有償旅客運送となる。また、延岡市の北川線と日向市・日南市・串間市の各コミュニティバスの運行は子会社の宮交タクシーが受託している。
また、これ以外にも宮崎駅前とその周辺市街地を小型の電気バス（乗客定員10人）を用いて巡回するグリーンスローモビリティ「ぐるっぴー」の運行を宮崎市より受託している。

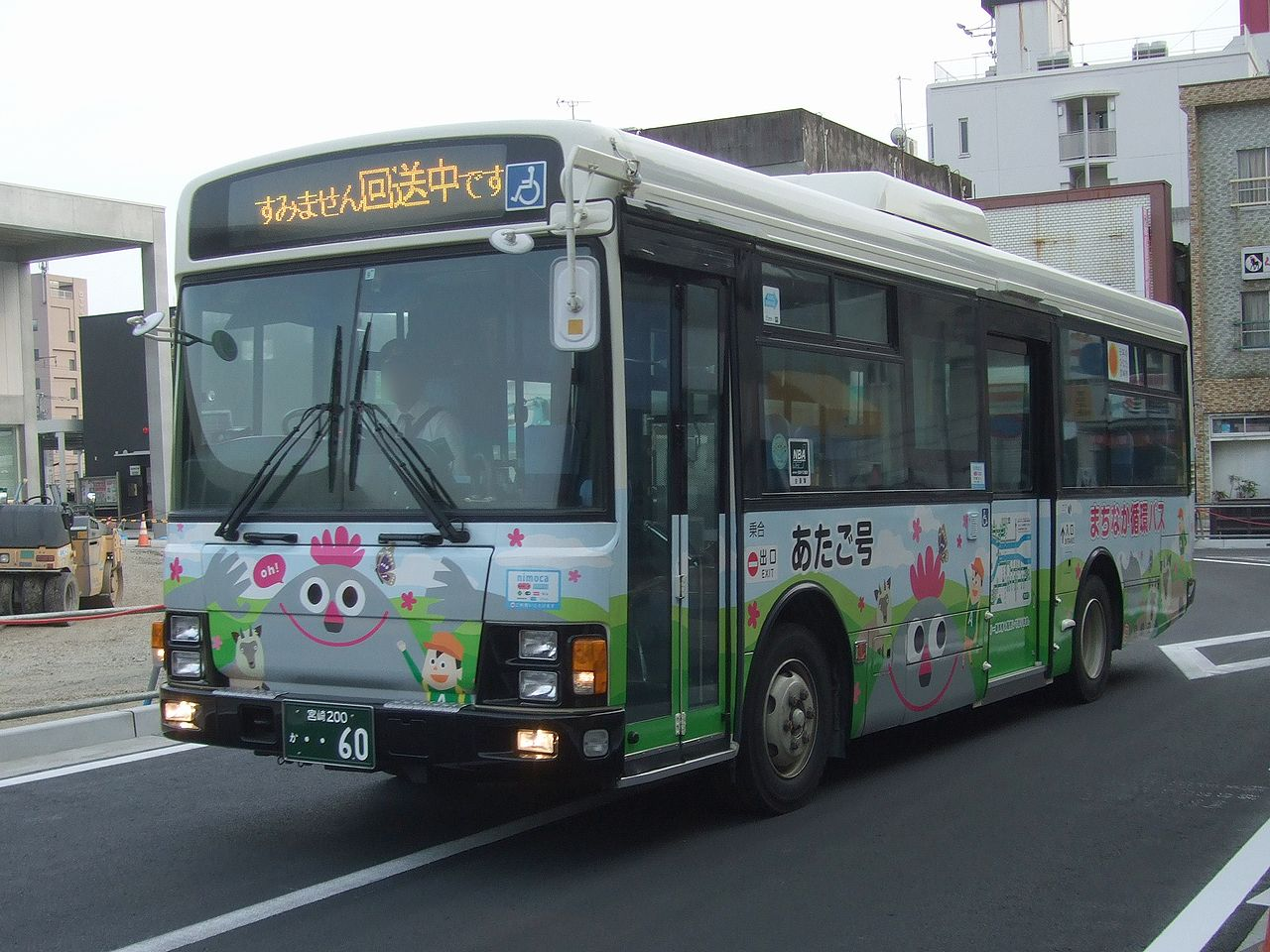
延岡まちなか循環バス あたご号
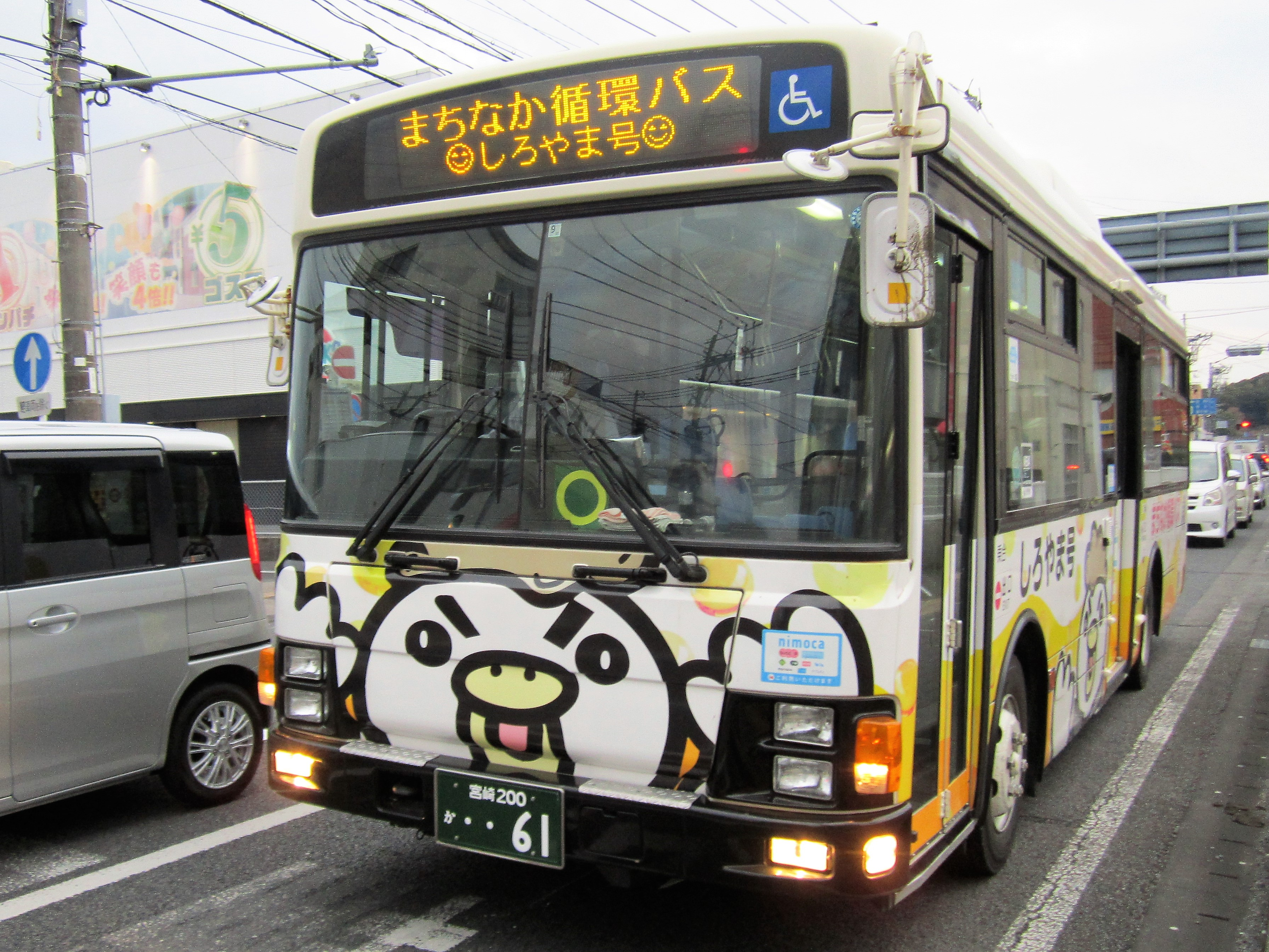
延岡まちなか循環バス しろやま号
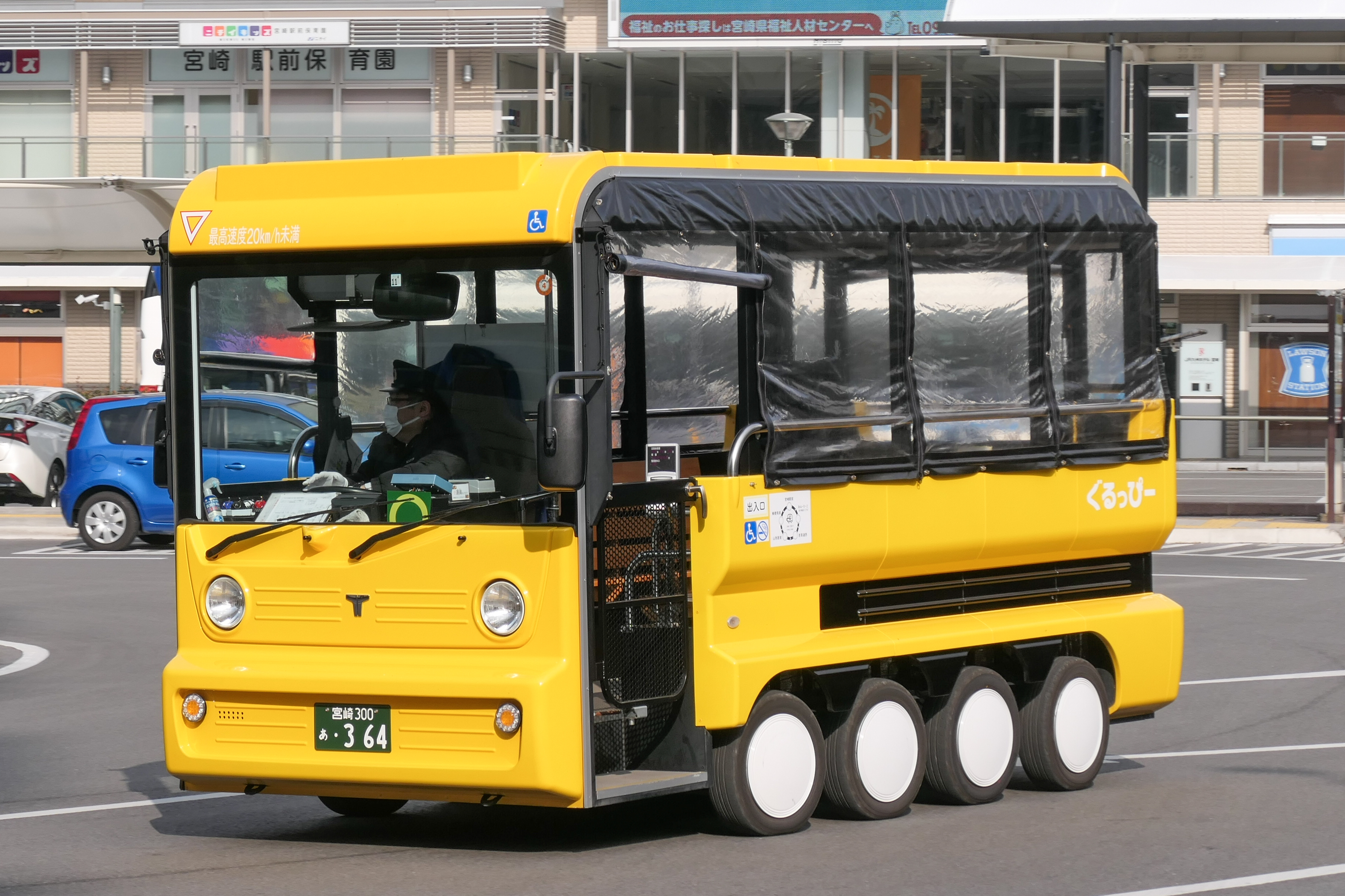
宮崎グリーンスローモビリティ「ぐるっぴー」

## 高速・特急バス

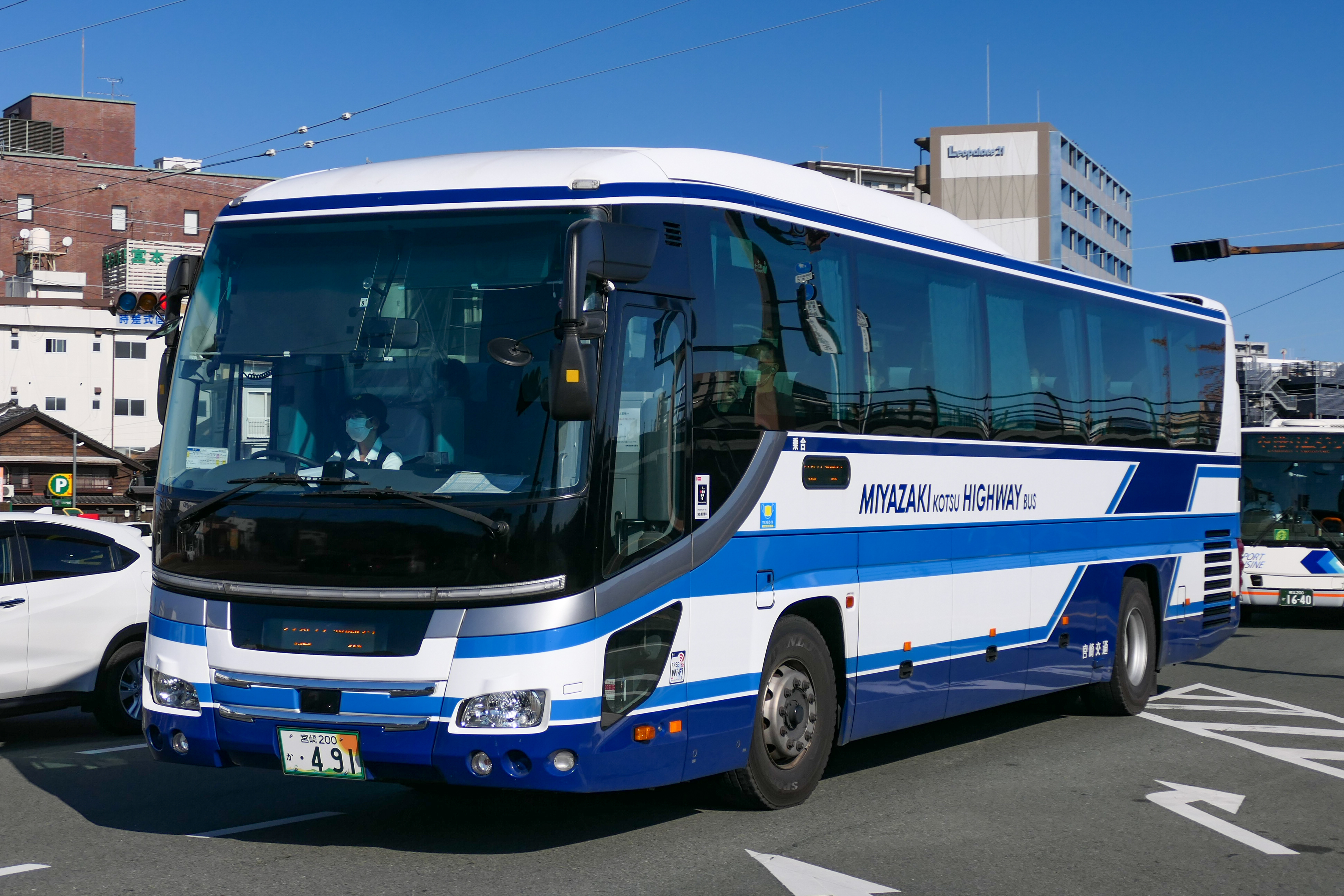
高速バス

一般路線と同じ白地に青、薄青の塗装だが、塗り分けは一般路線バスとは異なっている。会社名等は共同運行相手先事業者。

### 現行路線
- 宮崎 - 福岡「フェニックス号」（西日本鉄道・九州産交バス・JR九州バス）
- 宮崎 - 長崎「ブルーロマン号」（長崎県交通局（長崎県営バス））
- 宮崎 - 熊本「なんぷう号」（九州産交バス）
- 宮崎 - 新八代「B&Sみやざき」（産交バス・JR九州バス）
- 延岡 - 福岡「ごかせ号」（西日本鉄道）
- 延岡 - 熊本「あそ号」（九州産交バス）　※延岡⇒熊本は「あそ号」、熊本⇒延岡は「たかちほ号」と名称が変わる
- 宮崎 - 高千穂　※土日祝祭日のみの運行
- 宮崎 - 鹿児島空港「マンゴーライナー[25]」

### 廃止・休止路線

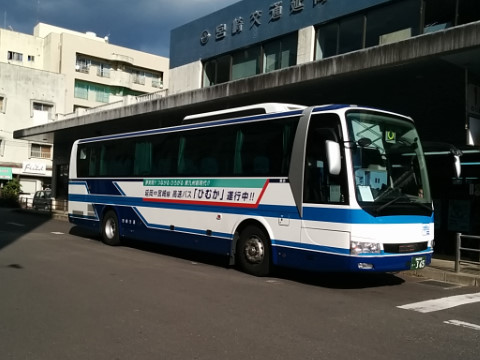
ひむか（宮崎 - 延岡線）

- 宮崎 - 大阪「夜行高速あおしま号」（近畿日本鉄道との共同運行）[注釈 4]
- 延岡 - 大阪「夜行高速ひえつき号」（近畿日本鉄道との共同運行）
- 延岡 - 高千穂 - 高森「特急ひのくに号」
- 南宮崎（宮交本社前） - 延岡 - 重岡 - 大分 - 別府「ゆけむり号」「はまゆう号」（大分バスと共同運行。南宮崎→別府は「ゆけむり号」、別府→南宮崎は「はまゆう号」と名称が変わる）
- 日南 - 南宮崎（宮交本社前） - 延岡 - 高千穂「特急いわと号」
- 南宮崎（宮交本社前） - 高千穂「特急雲海号」
- 日南 - 南宮崎（宮交本社前） - 延岡「特急しろやま号」
- 都城 - 宮崎（宮崎営業所） - 延岡「特急もちお号」
- 南宮崎（宮交本社前） - 細島カーフェリーターミナル「特急日向路号」
- 宮崎（宮崎営業所） - 都城「特急朝霧号」
- 宮崎（宮崎営業所） - 都城 - 丸尾「特急きりしま号」
- 宮崎（宮崎営業所） - 日南「特急くろしお号」
- 宮崎（宮崎営業所） - 串間「特急しおかぜ号」
- 宮崎（宮崎営業所） - 宮崎空港 - 都井岬「特急岬号」
- 宮崎空港 - 宮交シティ - 小林 - えびの高原 - 林田 - 丸尾「特急りんどう号」
- 宮崎（宮崎営業所） - 宮崎空港 - 高速道 - 小林「快速」（のちに「特急」）
- 宮崎（宮崎営業所） - 高速道 - 田野 - 日南「特急」
- 宮交シティ - 宮崎空港 - 一ツ葉道路 - 延岡「快速」
- 高鍋→宮崎空港「特急」
- 西都（一般道経由）→宮崎空港「急行」
- 延岡 - 北川 - 大分「特急わかあゆ号」
- 高千穂 - 五ヶ瀬/河内 - 高森 - 熊本空港（九州産交バスと共同運行、2008年10月1日 - 2009年3月31日の期間限定運行、同年4月1日以降も運行が継続されたが、2010年3月31日をもって運行終了）
- 宮崎・延岡 - 福岡（夜行）（西日本鉄道）※運行開始当初は西鉄高速バス（当時の西鉄系列子会社）の単独運行、2017年3月31日分より参入して共同運行化。
- 宮崎 - 鹿児島「はまゆう号」（南国交通）
- 宮崎 - 延岡「ひむか」[26][27]
路線概要

宮崎県の宮崎市と延岡市を結ぶ高速バス路線で、2014年3月16日に東九州道延岡 - 宮崎間が全線開通したことに伴い、同年度より運行されていた。宮崎市 - 延岡市間を運行する路線バスは、1999年に宮崎交通の一般道経由の宮崎 - 延岡間が廃止されて以来、15年ぶりとなる。
運行開始当時は8往復が運行されていたが、減便され、2021年（令和3年）3月31日を最後に運休となった。また運行開始当初は宮崎交通とJR九州バスの共同運行であったが、のちに宮崎交通の単独運行となっていた。
- 運行区間

宮交シティ - 宮崎駅西 - 山形屋前/カリーノ宮崎前 - 延岡駅
- 路線沿革
  - 2014年（平成26年）4月1日 宮崎交通とJR九州バスの2社共同運行において各4往復の計8往復にて運行を開始[20]（ノンストップ6往復・各停2往復）。
    - 運行区間：宮崎空港 - 宮交シティ - 県庁前 - 宮崎駅西 - 延岡駅前バスセンター

  - 2014年（平成26年）10月1日 ダイヤ改正[29][30][31]。
    - 全便各停化。

  - 2016年（平成28年）5月13日 ダイヤ改正。5往復に減便[31]。
  - 2018年（平成30年）
    - 4月1日 延岡駅前バスセンター廃止に伴い、延岡駅発着となる。

  - 10月1日 ダイヤ改正。
    - 3往復に減便。
    - JR九州バスが撤退し、宮崎交通の単独運行となる。

  - 2019年（令和元年）
    - 10月7日 - 国富SIC開通に伴い、国富BSを本線上から料金所内に移設[32][33]。

  - 2021年（令和3年）3月31日 - この日をもって運行休止。
- 宮崎・延岡 - 大分・別府「パシフィックライナー」（大分バス・大分交通・亀の井バス・JR九州バス、2015年4月1日運行開始[34]）　※宮崎交通担当便は全便、別府北浜まで乗り入れていた。

## 定期観光バス
「日南海岸と九州の小京都飫肥コース」の1種類がある。宮崎市内を起終点に、宮崎県南部の青島・堀切峠・鵜戸神宮・飫肥を回る。土日祝日・1月1日・1月2日のみ運行する。

### 廃止されたコース
- 宮崎 - 都井岬
- シーガイア
- 高千穂
- 納涼バス（宮崎 - 青島）

1970年代には6コースが設定され、毎日運行されていた。
宮崎市内を起終点に都井岬やシーガイアを回るコース、高千穂バスセンターを起終点に天岩戸神社・高千穂峡などの高千穂町内の観光地を回るコースもあった。
納涼バスは、夏（7、8月）の夕方、宮崎市の中心部から青島へ向かい、海岸で涼をとった後、宮崎市の中心部へと戻るもので、日南海岸が国定公園に指定された1955年7月に、当時の社長岩切章太郎の発案で開始された。
1960年には「納涼バスの歌」のレコードも発売された。最盛期には、ちょうちんをつけた何十台ものバスが橘通りを連なって走り、宮崎市における夏の夜の風物として一世を風靡したが、自家用車の普及によって次第に乗客が減少し、1970年で運行が打ち切られている。
その後はアンコールにより、何度か「納涼バス」の運行を行っている。たとえば、2008年7月25日（日曜日）には、旧塗装の「青バス」が、最終運行として、納涼バスとして「こどものくに」まで往復運行を行っている。

## 行先番号
また、宮崎地区においては、1986年4月からすべての路線に行先番号がつけられている。2005年8月のダイヤ改正では若干の変更があった。現在行先番号の概要は次のとおり。ただし行先に対して番号が振られるため、逆経路が必ずしも同じ番号とは限らない。すなわち宮交シティ行きや宮崎駅行きなどは番号が存在しない。
2011年10月より改正が行われ、都城行きなどの他営業所の路線にも行先番号が振られた。また、同じ行先の別経路には枝番号がつけられている
- 1桁・2桁 - 市内線（1桁の経路は新路線を除いて番号の変更はない）
- 100番台 - 高鍋方面（100新名爪　103佐土原高校　104光陽台　105高鍋　106木城）
- 200番台 - 西都方面（200一般道経由　215高速道経由）
- 300番台 - 国富・綾方面
- 400番台 - 高岡・小林方面
- 500番台 - 加納・田野方面
- 600番台 - 都城
- 700番台 - 短大（旧清武町内）方面
- 800番台 - 宮崎大学方面
- 900番台 - 青島・油津方面
- 宮崎空港、宮崎港、宮交シティ、南宮崎駅、宮崎駅へのバスは番号の代わりに飛行機、船、バス、列車のピクトグラムとなる。

### 2011年9月まで
- 1桁・2桁 - 市内線
- 100番台 - 高鍋方面（120光陽台　150高鍋　160高鍋・木城）
- 200番台 -西都方面（250西都バスセンター）
- 300番台 - 平和が丘・綾・国富方面
- 400番台 - 高岡方面
- 500番台 - 青島方面
- 600番台 - 宮崎大学方面
- 700番台 - 中野経由清武町内方面
- 800番台 - 田野・黒北方面

## 貸切バス
当社は乗合バス事業のほか、貸切バス事業もおこなっている。すべて45 - 55人乗りの大型車のみの配置となり、中型車・小型車に関しては予約は当社で受け付けるが、手配は子会社の宮交タクシーがおこなう。

## 車両
日本4メーカー（三菱ふそう・日野自動車・いすゞ自動車・UDトラックス（旧:日産ディーゼル））の車両が均等に在籍しているものの、ここ最近は路線バスに関してはいすゞ、高速バスは三菱ふそう製が優先的に選択される傾向が強い。新車と中古車を並行して導入している一方、製造後25年以上経過しなお使用されている車両もある。なお、路線バスのほとんどは中型車である。一部地域では小型車両（日野・ポンチョ）も導入されている。日南地区では2024年2月1日より通称まめバスとも呼ばれる一般乗用車タイプの小型車（トヨタ・ハイエース）での運行を開始した。
車体塗装は白地に青色・スカイブルーのラインである。一般路線車と貸切車・高速車では塗り分け方が異なる。かつては高速バスでは路線ごとの専用塗装が施されていたが、2000年代以降、貸切車と共通の塗装の新車が導入されている。
なお、車体シャーシについては、元来より自社導入車においては殆んどがメーカー純正車体で導入されており、九州地方の事業者を中心に最も多く導入されていた西日本車体工業（西工）製の車体を架装した車両の導入実績は当社では極めて稀と言えるほど少ない（高速車の「フェニックス号」ならびに「ごかせ号」専用車については、運行開始当初において共同運行相手の西日本鉄道に合わせる形としたため、初代車両に限り西工車体にて導入されている）。
ヤマト運輸との共同企画により、貨客混載バス「ヒト・ものハコぶエコロジーバス」が2台在籍している。

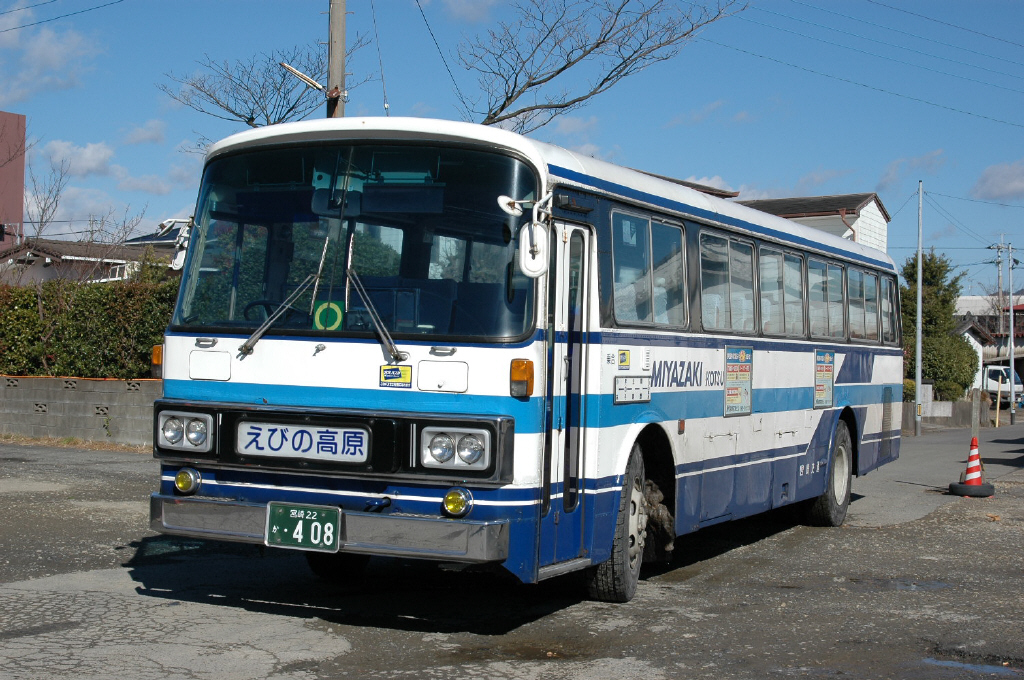
路線車（かつての快速・特急仕様車）
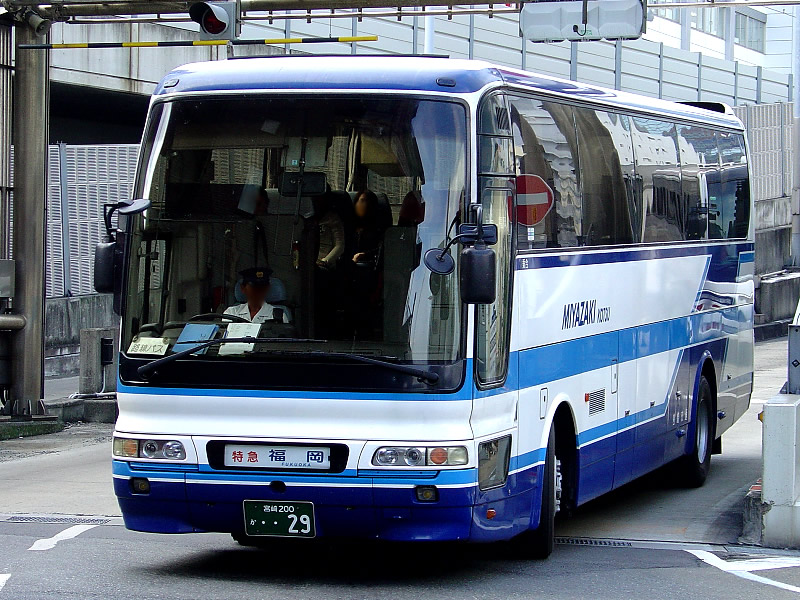
高速車
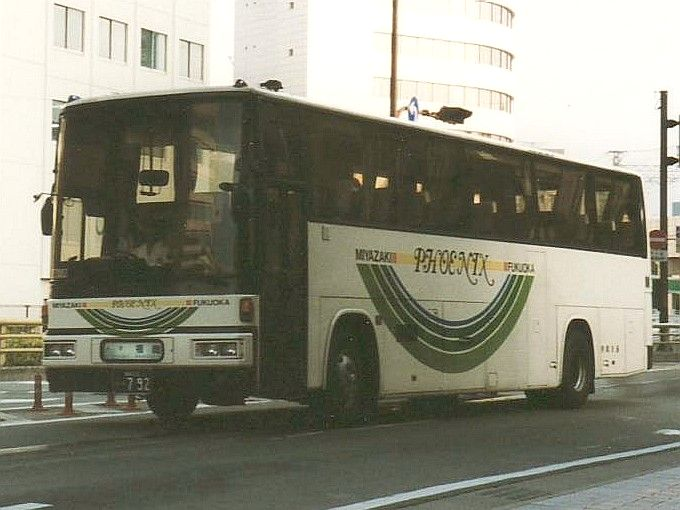
高速車（かつての路線別塗装車）
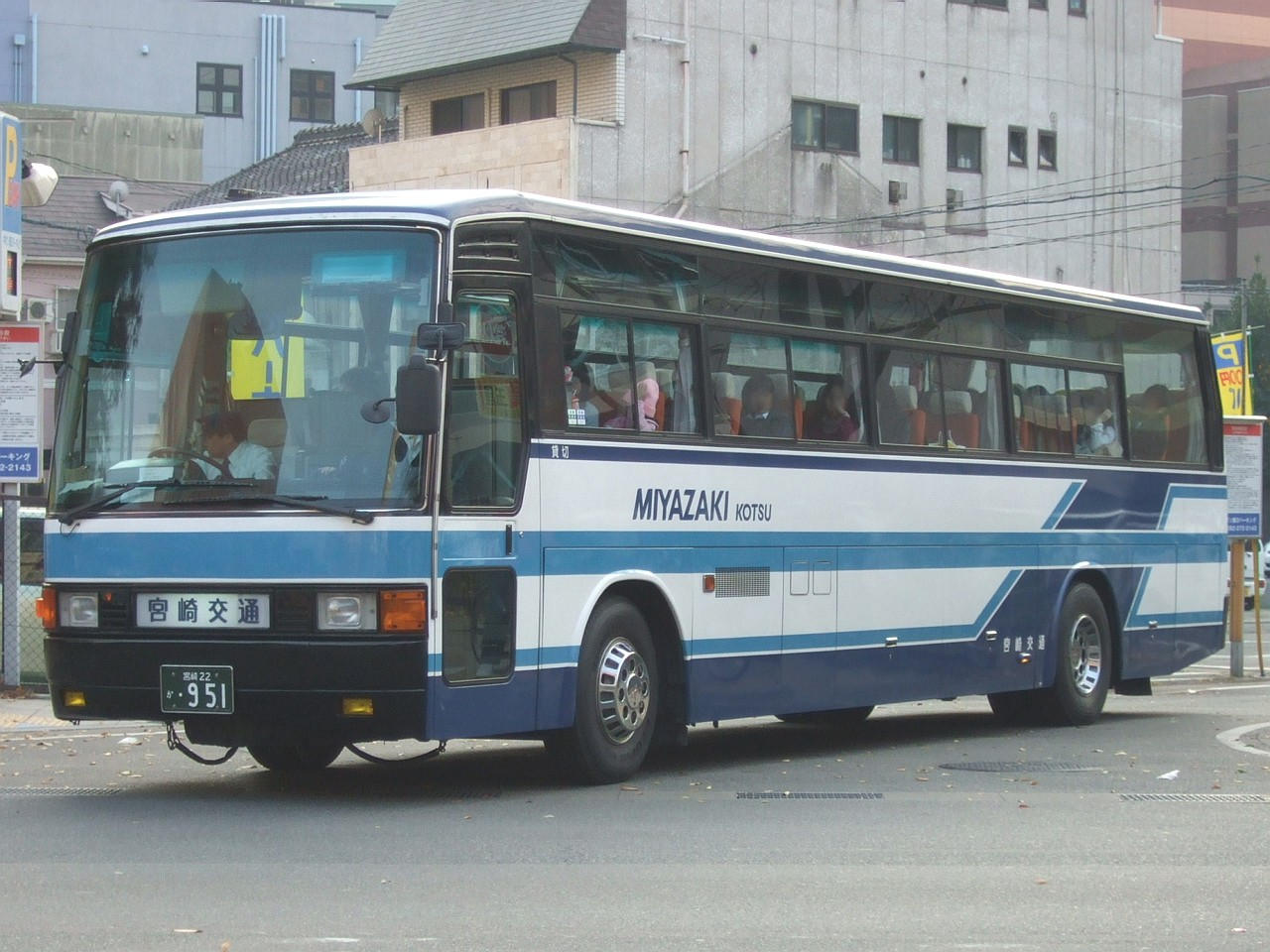
貸切車
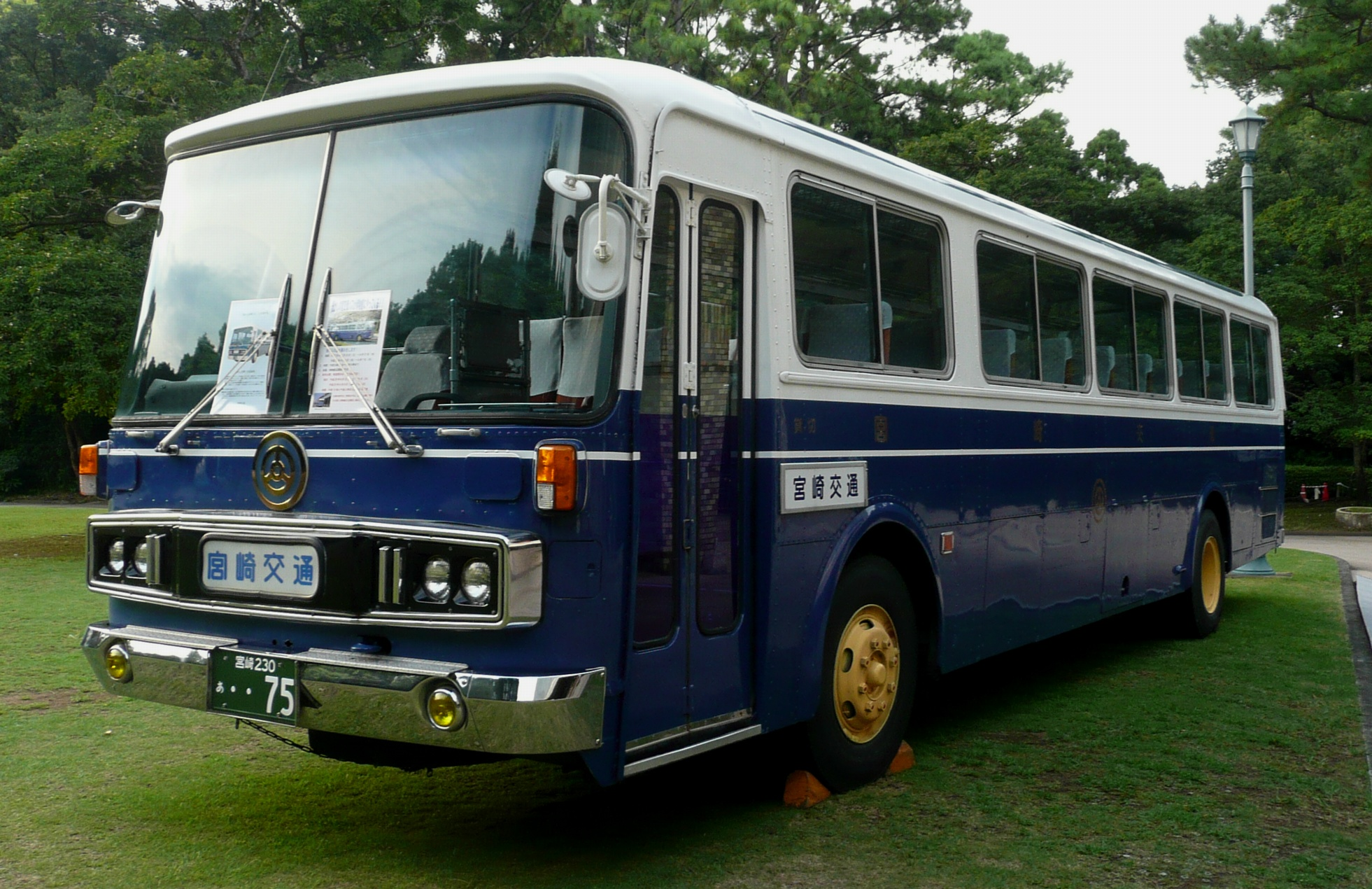
1936年から1980年代までの旧塗装（青バス）

2011年より、回送中の車両の方向幕に「すみません回送中です」と掲示しているが、全保有車両のうち1台のみ宮崎弁で「すんません回送中です」と表示される車両が存在する。

## 貨客混載
2015年10月1日からヤマト運輸と提携の上で、宅急便を路線バスに積載する貨客混載バスの運行を開始した。宅急便を路線バスに積載する貨客混載バスの運行は岩手県北自動車に次いで2社目となる。2016年6月現在、西都 - 村所、延岡 - 高千穂（バイパス経由）、諸塚車庫 - ヤマト運輸東郷美郷センター（回送便を利用）の3路線で運行されている。2018年2月20日には国土交通省から物流総合効率化法の認定を受け、日本郵便も参画して、西都 - 村所線で宅急便と郵便物の共同輸送を開始した。ヤマト運輸と日本郵便の共同積載による貨客混載バスは初めてとなる。2018年6月に乗合バスによる貨物自動車運送事業許可を取得したため、路線バスによる大量の貨物輸送が可能となった。

## グッズ
バス停留所のミニチュアを販売している。ミニチュアのバス停留所の名前は購入者の好みの名前が選べる。

## バス以外の事業

### 鉄道事業
1962年までは鉄道事業を行っていた。詳細は宮崎交通線の項を参照。

### 交通事業
バスを専門とした整備センターを設けており、当社のバスのほか、他社のバス（高速バスの共同運行会社の車両や宮崎県内の観光バス会社の車両など）も車検・整備を行っている。
また、広告部門として、バス車内広告、車外広告、ラッピングバス、宮崎県内各バスセンターにおけるポスターや電照広告などの募集・受付を行っている。また、年に1回バスデザインコンテストを開催し、一般公募の中から最優秀賞に選ばれた作品はラッピングバスとして反映されている。

### 観光・旅行・店舗開発事業
「青島リゾートこどものくに」などを経営するほか「宮交観光」のブランドで旅行代理店業を営んでいる。
かつては県内各地に旅行営業所を有していたが、コロナ禍の影響で、現在は宮崎市の3店舗のみとなっている。
「サボテンハーブ園」は2005年3月31日を以って営業を終了した。
また、霧島サービスエリアの事業も行っていたが、分社化後に「宮交ショップ＆レストラン」に業務移管されたものの、のちに当社に吸収合併され、現在は当社の店舗開発事業の店舗開発推進部に組み込まれている。このほかにも、山之口サービスエリア、花の駅生駒高原（小林市）、AOSHIMAYA（宮崎市青島にあるお土産ショップ）、ざぶーん（宮崎市青島にあるリゾートホテル「ANA ホリデイ・イン リゾート 宮崎」内売店）、萩乃茶屋（宮崎空港内レストラン）、三ツ和荘（日南市の鵜戸神宮門前の売店）を運営している。

### 航空・保険事業
全日本空輸（ANA）宮崎地区総代理店である。名古屋鉄道（名鉄）と並び、ANAに社外取締役を輩出するなど有力総代理店として、空港でのハンドリング業務を展開している。
以前は、ANA総代理店としての市内カウンター業務や予約センター業務並びに、日本エアシステム（JAS）総代理店業務や日本航空（JAL）空港ハンドリング業務も行っていた。
また、保険事業も営んでいる。アフラック生命保険、東京海上日動火災保険、オリックス生命保険、ソニー生命保険、三井住友海上火災保険、あいおいニッセイ同和損害保険などの代理店となっている。

### その他
宮交シティは文字通り、以前は当社直営の複合型ショッピングセンターとして、建物全体を当社が運営していた。のちに当社が宮交ホールディングスの傘下入りし、宮交シティもその関連会社に移行したが、2006年1月に当社が産業再生機構の支援の下で宮交シティをいちごに売却されたため、現在、当社とは資本関係が一切ない。ただ、その一角にあるバスターミナル「宮交シティバスセンター」は依然として宮崎県内最大のバス網拠点として現在も当社（ならびに高速バスの共同運行会社）のバスが頻繁に出入りしており、宮崎県内ではブランドが定着しているためか引き続き「宮交」の冠名称が使われている。

## 歴代社長
| 代 | 氏名       | 備考                         |
| -- | ---------- | ---------------------------- |
| 初 | 岩切章太郎 | 全日本空輸取締役兼務         |
| 2  | 岩切省一郎 |                              |
| 3  | 岩満栄策   |                              |
| 4  | 岩切達郎   |                              |
| 5  | 中村彰利   | 産業再生機構常務兼務         |
| 6  | 塩見修     | 全日本空輸出身。宮崎市出身。 |
| 7  | 菊池克頼   | 全日本空輸出身。西都市出身。 |
| 8  | 川端史敏   | 宮崎市出身                   |
| 9  | 高橋光治   | 現職                         |

- 株式会社